# 2023년 일본 시리즈
2023년 일본 시리즈(일본어: 2023年の日本シリーズ, 영어: 2023 Japan Series) 또는 SMBC 일본 시리즈 2023(SMBC日本シリーズ2023)은 2023년 10월 28일부터 11월 5일까지 열린 제74회 일본 프로 야구 일본 시리즈 경기이다. 센트럴 리그 클라이맥스 시리즈 우승팀 한신 타이거스가 총 7차례의 접전을 펼친 끝에 퍼시픽 리그 클라이맥스 시리즈 우승팀 오릭스 버펄로스를 누르고 4승 3패의 성적을 기록, 1985년 이후 38년 만에 2번째 우승을 차지했다.

## 개요
2014년부터 10년 연속으로 NPB 파트너인 미쓰이스미토모 은행을 타이틀 스폰서로서 ‘SMBC 일본 시리즈 2023’(SMBC日本シリーズ2023)이라는 이름으로 개최됐다. 한신은 9년 만에 7번째, 오릭스는 3년 연속 15번째 출전이다.
일본 시리즈에 있어서 간사이 지방 구단 간의 맞대결(간사이 더비)이 성사되면서 ‘미도스지 결전’(御堂筋決戦)이라고 불린 1964년 한신과 난카이의 대결 이후 59년 만이자 두 번째로, 이때도 금년 대회와 같이 오사카부와 효고현을 각각 연고지를 두고 있는 구단 간의 맞대결이었다. 간사이 지방 구단의 일본 시리즈 우승은 본 대회 개최 전 시점에서 효고현을 연고로 하는 구단이 5회, 오사카부를 연고로 하는 구단이 3회였다.
일본 시리즈에 있어서의 한신과 오릭스의 맞대결은 전신 구단을 포함하여 이번 대회에서는 처음이다. 양 구단의 연고지는 모두 한신 전철 연선에 있으며 가장 가까운 역인 고시엔역과 도무마에치요자키역간의 소요 시간은 본선·난바선 직통 ‘쾌속 급행’으로 16분도 채 되지 않아 매우 가깝다. 이에 따라 한신 전철에서는 오릭스의 일본 시리즈 진출이 결정된 다음날인 10월 22일부터 ‘난바선 시리즈’(なんば線シリーズ) 기념 승차권을 10월 22일부터 발매하는 것 외에도 같은 달 24일에는 양 구단의 공동 기획에 의해 이 대회를 ‘THE GREAT KANSAIDERBY’로서 개최한다고 공식 발표했다.
2020년부터 4년 연속 리그 우승 팀과의 맞대결이 성사되면서 이 조건하에서의 맞대결은 2003년~2006년 4년 연속 이후 17년 만이다.
금년도 정규 시즌에서 퍼시픽 리그 우승팀 오릭스는 2위 지바 롯데와의 15.5경기, 센트럴 리그 우승팀 한신은 2위 히로시마와의 11.5경기 차로 우승하며 클라이맥스 시리즈를 똑같이 제압하고 일본 시리즈에 진출했지만 양대 리그에서는 2위와의 10경기 차 이상 벌어진 팀 간의 맞대결은 2002년의 요미우리 대 세이부 이후 클라이맥스 시리즈 제도가 도입된 후에는 처음이다.
오릭스는 2년 연속 6번째로 일본 시리즈 우승을 노렸었는데 전년도 일본 시리즈 우승 팀이 일본 시리즈에 출전하는 것은 총 34번째이다. 이 중 24회는 일본 시리즈 우승을 차지했으며 패전은 9회였다.
한신은 1985년 이후 38년 만에 두 번째로 우승을 노리게 됐는데 만약 우승하게 된다면 주니치의 53년, 닛폰햄의 44년에 이어 요코하마(현: 요코하마 DeNA 베이스타스)의 38년에 나란히 3위에 해당되는 긴 우승 공백에 의한 일본 시리즈 제패이며, 효고현을 연고지로 두고 있는 구단으로서는 1996년 오릭스(블루웨이브) 이후 27년 만이자 6번째 일본 시리즈 정상에 오르게 된다. 한신 감독 오카다 아키노부는 감독으로선 2005년 이후 18년 만이자 두 번째로 일본 시리즈 출전을 이루게 됐다. 감독으로서의 일본 시리즈 출전 공백이 있는 기간은 노무라 가쓰야의 19년 다음으로 두 번째이며, 동일 구단에서는 나가시마 시게오(요미우리)의 17년을 웃도는 최장 기록이다. 감독으로서 첫 출전한 2005년에 4전 전패를 기록했고, 첫 출전하여 승리없이 끝난 감독으로서의 두 번째 출장은 니시모토 유키오, 고바 다케시에 이은 세 번째이다. 또한 오카다 감독은 대전 상대이기도 한 오릭스 감독을 맡은 적이 있었는데 감독으로 재직한 경험이 있는 구단과 일본 시리즈에서 상대하는 것은 미하라 오사무, 오 사다하루에 이어 세 번째이다.

### 경기 일정
- 1차전 : 10월 28일(교세라 돔 오사카)
- 2차전 : 10월 29일(교세라 돔 오사카)
- 3차전 : 10월 31일(한신 고시엔 구장)
- 4차전 : 11월 1일(한신 고시엔 구장)
- 5차전 : 11월 2일(한신 고시엔 구장)
- 6차전 : 11월 4일(교세라 돔 오사카)
- 7차전 : 11월 5일(교세라 돔 오사카)

※어느 팀이 4승을 올린 시점에서 일본 시리즈는 종료한다.
※5차전 이전에 취소됐을 경우에는 5차전과 6차전 사이의 이동일은 마련하지 않는다.
(단, 대전팀 간의 홈구장 당일 이동이 곤란한 경우에만 5·6차전 중간일에도 이동일을 마련해 이후 일정도 모두 순연되는데, 이는 ‘히로시마 대 라쿠텐’일 경우에 한해 적용될 예정이었다. 라쿠텐이 정규 시즌 4위로 마쳐 클라이맥스 시리즈 진출을 놓쳤기 때문에 이 경우는 발생하지 않는다)
※퍼시픽 리그 홈경기(1·2·6·7차전)에서는 지명 타자 제도를 채택한다.
※연장전: 1~7차전까지는 12회 중단(시간 무제한), 8차전 이후가 필요한 경우에는 횟수·시간 무제한(타이브레이크는 채택되지 않음)
※이번 대회에서는 예고 선발제를 채택한다.
교세라 돔 오사카에서의 일본 시리즈 개최는 4년 연속 5번째이다. 동일 구장에 의한 4년 이상 연속 개최는 고라쿠엔 구장, 한큐 니시노미야 스타디움, 세이부 라이온스 구장(현: 베루나 돔), 후쿠오카 야후오쿠! 돔→후쿠오카 PayPay 돔(현: 미즈호 PayPay 돔 후쿠오카)에 이은 다섯 번째 구장이다. 오릭스 주관은 3년 연속 3번째 개최이다.
한신 고시엔 구장에 의한 일본 시리즈 개최는 9년 만이자 9번째이다. 한신 주관은 9년 만이자 7번째 개최이다.

### 개최 구장
| 한신 타이거스                    | 오릭스 버펄로스     |
| -------------------------------- | ------------------- |
| 한신 고시엔 구장                 | 교세라 돔 오사카    |
| 수용 인원: 47,466명              | 수용 인원: 36,627명 |
|                                  |                     |
| 한신 고시엔 구장교세라 돔 오사카 |                     |

### 개시 시간
- 한신 고시엔 구장(한신 타이거스)

전 경기 18시에 시작.
- 교세라 돔 오사카(오릭스 버펄로스)

전 경기 18시 30분에 시작.

### 클라이맥스 시리즈경기 결과
|  | 클라이맥스 시리즈 1st              | 클라이맥스 시리즈 1st |                                                         |       | 클라이맥스 시리즈 파이널  | 클라이맥스 시리즈 파이널 |                             |         | 일본 선수권 시리즈 | 일본 선수권 시리즈 |
|  |                                    |                       |                                                         |       |                           |                          |                             |         |                    |                    |
|  |                                    |                       |                                                         |       |                           |                          |                             |         |                    |                    |
|  |                                    |                       |                                                         |       |                           |                          |                             |         |                    |                    |
|  |                                    |                       |                                                         |       |                           |                          |                             |         |                    |                    |
|  |                                    |                       | (6전 4선승제〈어드밴티지 1승을 포함〉) 한신 고시엔 구장 |       |                           |                          |                             |         |                    |                    |
|  |                                    |                       |                                                         |       |                           |                          |                             |         |                    |                    |
|  | 한신 타이거스(CL 우승)             | ☆◯◯◯                  |                                                         |       |                           |                          |                             |         |                    |                    |
|  | 한신 타이거스(CL 우승)             | ☆◯◯◯                  | (3전 2선승제) MAZDA Zoom-Zoom 스타디움 히로시마         |       |                           |                          |                             |         |                    |                    |
|  |                                    |                       | 히로시마 도요 카프                                      | ★●●●  |                           |                          |                             |         |                    |                    |
|  | 히로시마 도요 카프(CL 2위)         | ◯◯                    | 히로시마 도요 카프                                      | ★●●●  |                           |                          |                             |         |                    |                    |
|  | 히로시마 도요 카프(CL 2위)         | ◯◯                    | (7전 4선승제) 한신 고시엔 구장 교세라 돔 오사카         |       |                           |                          |                             |         |                    |                    |
|  | 요코하마 DeNA 베이스타스(CL 3위)   | ●●                    |                                                         |       |                           |                          |                             |         |                    |                    |
|  | 요코하마 DeNA 베이스타스(CL 3위)   | ●●                    |                                                         |       | 한신 타이거스(CL CS 우승) | ◯●●◯◯●◯                  |                             |         |                    |                    |
|  |                                    |                       |                                                         |       | 한신 타이거스(CL CS 우승) | ◯●●◯◯●◯                  |                             |         |                    |                    |
|  |                                    |                       |                                                         |       |                           |                          | 오릭스 버펄로스(PL CS 우승) | ●◯◯●●◯● |                    |                    |
|  |                                    |                       |                                                         |       |                           |                          | 오릭스 버펄로스(PL CS 우승) | ●◯◯●●◯● |                    |                    |
|  |                                    |                       | (6전 4선승제〈어드밴티지 1승을 포함〉) 교세라 돔 오사카 |       |                           |                          |                             |         |                    |                    |
|  |                                    |                       |                                                         |       |                           |                          |                             |         |                    |                    |
|  | 오릭스 버펄로스(PL 우승)           | ☆◯●◯◯                 |                                                         |       |                           |                          |                             |         |                    |                    |
|  | 오릭스 버펄로스(PL 우승)           | ☆◯●◯◯                 | (3전 2선승제) ZOZO 마린 스타디움                        |       |                           |                          |                             |         |                    |                    |
|  |                                    |                       | 지바 롯데 마린스                                        | ★●◯●● |                           |                          |                             |         |                    |                    |
|  | 지바 롯데 마린스(PL 2위)           | ◯●◯                   | 지바 롯데 마린스                                        | ★●◯●● |                           |                          |                             |         |                    |                    |
|  | 지바 롯데 마린스(PL 2위)           | ◯●◯                   |                                                         |       |                           |                          |                             |         |                    |                    |
|  | 후쿠오카 소프트뱅크 호크스(PL 3위) | ●◯●                   |                                                         |       |                           |                          |                             |         |                    |                    |
|  | 후쿠오카 소프트뱅크 호크스(PL 3위) | ●◯●                   |                                                         |       |                           |                          |                             |         |                    |                    |

☆·★=클라이맥스 시리즈·파이널의 어드밴티지 1승 1패분

## 개막 전의 예상
스포츠 닛폰이 소속 평론가 11명에게 일본 시리즈에서 어느 팀이 우승할 것이냐는 결과를 예측했는데 8명이 한신의 우승을 예측했고 3명이 오릭스가 우승할 것이라는 예측 결과가 나왔다.
산케이 스포츠에서 소속 평론가 8명을 상대로 한 예측 결과에서는 에모토 다케노리, 우에다 지로, 구로다 마사히로, 고바야카와 다케히코, 다오 야스시, 도이 마사히로, 야부 게이이치 등 7명이 한신의 승리, 호시노 노부유키만 유일하게 오릭스의 승리를 예상했다.
도쿄 스포츠에서 소속 평론가 6명을 상대로 한 예측 결과에서는 이하라 하루키, 엔도 가즈히코 등 2명이 한신 승리, 오토모 스스무, 가도쿠라 겐, 가토 신이치, 도쿠쓰 다카히로 등 4명이 오릭스의 승리를 예상하여 상기 두 신문과는 대조적으로 오릭스가 우위라는 예상이 앞섰다.
데일리 스포츠 소속 평론가이며 현역 시절에 한신과 오릭스 양쪽에서 소속된 경험이 있는 노다 고지는 4승 3패로 오릭스의 승리를 예상했다.
스포츠 닛폰 8명·산케이 스포츠 5명·도쿄 스포츠 4명, 데일리 스포츠 1명 등 총 18명이 4승 3패, 또한 스포츠 닛폰 3명·산케이 스포츠 3명·도쿄 스포츠 2명 등 총 8명이 4승 2패로 모두 교세라 돔에서 결판 날 수도 있다고 예상한 반면 4연승 또는 4승 1패로 고시엔에서 결판 날 수도 있다고 예상한 평론가는 4개 신문 전체 26명 가운데 단 한 명도 없어 전반적으로 6차전 또는 7차전까지의 접전이 이어질 수도 있다는 예상이 지배적이었다.
10월 27일 23시부터 후지 TV ONE에서 방송된 《프로 야구 뉴스 일본 시리즈 직전 SP》에 출연했던 해설자 21명의 예상으로는 이 중 가장 많은 7명이 4승 3패로 한신이 우승할 것이라는 분석을 내놓았고, 다음으로 오릭스의 4승 3패가 5명, 한신 4승 2패, 오릭스 4승 2패로 각각 4명씩 나란히 ‘접전으로 교세라 돔에서의 결판’을 예상하는 가운데 다카기 유타카는 유일하게 ‘한신이 4승 1패로 고시엔 구장에서의 결판’을 예상했다.

## 출장자 명단
| 오릭스 버펄로스 | 오릭스 버펄로스 | 오릭스 버펄로스               | 오릭스 버펄로스 | 오릭스 버펄로스 |
| 직책            | 등번호          | 성명                          | 투              | 타              |
| --------------- | --------------- | ----------------------------- | --------------- | --------------- |
| 감독            | 78              | 나카지마 사토시               | -               | -               |
| 코치            | 88              | 미즈모토 가쓰미(수석 코치)    | -               | -               |
| 코치            | 75              | 아쓰자와 가즈유키(투수)       | -               | -               |
| 코치            | 72              | 히라이 마사후미(투수)         | -               | -               |
| 코치            | 79              | 쓰지 류타로(타격)             | -               | -               |
| 코치            | 83              | 고야노 에이이치(타격)         | -               | -               |
| 코치            | 77              | 소요기 에이신(내야 수비·주루) | -               | -               |
| 코치            | 81              | 다구치 소(외야 수비·주루)     | -               | -               |
| 코치            | 87              | 사이토 도시오(배터리)         | -               | -               |
| 투수            | 11              | 야마사키 사치야               | 좌              | 좌              |
| 투수            | 13              | 미야기 히로야                 | 좌              | 좌              |
| 투수            | 16              | 히라노 요시히사               | 우              | 우              |
| 투수            | 17              | 소타니 류헤이                 | 좌              | 좌              |
| 투수            | 18              | 야마모토 요시노부             | 우              | 우              |
| 투수            | 19              | 야마오카 다이스케             | 우              | 좌              |
| 투수            | 26              | 사이토 교스케                 | 우              | 우              |
| 투수            | 29              | 다지마 다이키                 | 좌              | 좌              |
| 투수            | 35              | 히가 모토키                   | 우              | 우              |
| 투수            | 45              | 아베 쇼타                     | 우              | 좌              |
| 투수            | 52              | 요코야마 가에데               | 우              | 양              |
| 투수            | 56              | 고기타 아쓰야                 | 우              | 우              |
| 투수            | 57              | 야마다 노부요시               | 좌              | 좌              |
| 투수            | 58              | J. 웨그스펙                   | 우              | 우              |
| 투수            | 63              | 야마자키 소이치로             | 우              | 우              |
| 투수            | 95              | 아즈마 고헤이                 | 우              | 우              |
| 투수            | 96              | 우다가와 유키                 | 우              | 우              |
| 포수            | 2               | 와카쓰키 겐야                 | 우              | 우              |
| 포수            | 4               | 모리 도모야                   | 우              | 좌              |
| 포수            | 37              | 이시카와 료                   | 우              | 우              |
| 포수            | 44              | 돈구 유마                     | 우              | 우              |
| 내야수          | 3               | 아다치 료이치                 | 우              | 우              |
| 내야수          | 4               | 니시노 마사히로               | 우              | 좌              |
| 내야수          | 6               | 무네 유마                     | 우              | 좌              |
| 내야수          | 8               | M. 곤잘레스                   | 우              | 양              |
| 내야수          | 9               | 노구치 도모야                 | 우              | 좌              |
| 내야수          | 10              | 오시로 고지                   | 우              | 우              |
| 내야수          | 24              | 구레바야시 고타로             | 우              | 우              |
| 내야수          | 30              | 히로오카 다이시               | 우              | 우              |
| 내야수          | 40              | L. 세데뇨                     | 우              | 우              |
| 내야수          | 53              | 기보 쇼                       | 우              | 좌              |
| 내야수          | 67              | 나카가와 게이타               | 우              | 우              |
| 외야수          | 0               | 와타나베 하루토               | 좌              | 좌              |
| 외야수          | 1               | 후쿠다 슈헤이                 | 우              | 좌              |
| 외야수          | 38              | 기타 료토                     | 우              | 좌              |
| 외야수          | 39              | 이케다 료마                   | 우              | 우              |
| 외야수          | 41              | 사노 고다이                   | 우              | 우              |
| 외야수          | 50              | 오다 유야                     | 우              | 좌              |
| 외야수          | 55              | T-오카다                      | 우              | 좌              |
| 외야수          | 99              | 스기모토 유타로               | 우              | 우              |

| 한신 타이거스 | 한신 타이거스 | 한신 타이거스                   | 한신 타이거스 | 한신 타이거스 |
| 직책          | 등번호        | 성명                            | 투            | 타            |
| ------------- | ------------- | ------------------------------- | ------------- | ------------- |
| 감독          | 80            | 오카다 아키노부                 | -             | -             |
| 코치          | 78            | 히라타 가쓰오(수석 코치)        | -             | -             |
| 코치          | 88            | 안도 유야(투수)                 | -             | -             |
| 코치          | 83            | 시마다 무네히코(배터리)         | -             | -             |
| 코치          | 77            | 이마오카 마코토(타격)           | -             | -             |
| 코치          | 73            | 미즈구치 에이지(타격)           | -             | -             |
| 코치          | 81            | 바바 도시후미(내야 수비·주루)   | -             | -             |
| 코치          | 74            | 후지모토 아쓰시(내야 수비·주루) | -             | -             |
| 코치          | 96            | 쓰쓰이 소(외야 수비·주루)       | -             | -             |
| 투수          | 13            | 이와자키 스구루                 | 좌            | 좌            |
| 투수          | 14            | 이와사다 유타                   | 좌            | 좌            |
| 투수          | 15            | 니시 준야                       | 우            | 우            |
| 투수          | 16            | 니시 유키                       | 우            | 우            |
| 투수          | 17            | 아오야기 고요                   | 우            | 우            |
| 투수          | 18            | 바바 고스케                     | 우            | 우            |
| 투수          | 27            | 이토 마사시                     | 좌            | 좌            |
| 투수          | 35            | 사이키 히로토                   | 우            | 우            |
| 투수          | 37            | 오요카와 마사키                 | 좌            | 좌            |
| 투수          | 41            | 무라카미 쇼키                   | 우            | 좌            |
| 투수          | 46            | 시마모토 히로야                 | 좌            | 좌            |
| 투수          | 47            | 기리시키 다쿠마                 | 좌            | 좌            |
| 투수          | 49            | 오타케 고타로                   | 좌            | 좌            |
| 투수          | 50            | 도미다 렌                       | 좌            | 좌            |
| 투수          | 54            | 가지야 렌                       | 우            | 우            |
| 투수          | 64            | 오카도메 히데타카               | 우            | 우            |
| 투수          | 65            | 유아사 아쓰키                   | 우            | 우            |
| 투수          | 69            | 이시이 다이치                   | 우            | 우            |
| 투수          | 98            | C. 브루어                       | 우            | 우            |
| 투수          | 99            | J. 비즐리                       | 우            | 우            |
| 포수          | 2             | 우메노 류타로                   | 우            | 우            |
| 포수          | 12            | 사카모토 세이시로               | 우            | 우            |
| 포수          | 39            | 사카에다 유키                   | 우            | 우            |
| 포수          | 57            | 나가사카 겐야                   | 우            | 우            |
| 내야수        | 0             | 기나미 세이야                   | 우            | 좌            |
| 내야수        | 3             | 오야마 유스케                   | 우            | 우            |
| 내야수        | 4             | 구마가이 다카히로               | 우            | 우            |
| 내야수        | 8             | 사토 데루아키                   | 우            | 좌            |
| 내야수        | 25            | 와타나베 료                     | 우            | 우            |
| 내야수        | 33            | 이토하라 겐토                   | 우            | 좌            |
| 내야수        | 38            | 오바타 류헤이                   | 우            | 좌            |
| 내야수        | 51            | 나카노 다쿠무                   | 우            | 좌            |
| 내야수        | 62            | 우에다 가이                     | 우            | 양            |
| 내야수        | 94            | 하라구치 후미히토               | 우            | 우            |
| 외야수        | 1             | 모리시타 쇼타                   | 우            | 우            |
| 외야수        | 5             | 지카모토 고지                   | 좌            | 좌            |
| 외야수        | 7             | S. 노이스                       | 우            | 우            |
| 외야수        | 53            | 시마다 가이리                   | 우            | 좌            |
| 외야수        | 55            | J. 미에세스                     | 우            | 우            |
| 외야수        | 60            | 오노데라 단                     | 우            | 우            |

## 경기 기록
| 일시                                 | 경기   | 원정팀(선공)    | 스코어 | 홈팀(후공)      | 개최 구장        | 개시 시각 | 경기 시간  | 관중수   |
| ------------------------------------ | ------ | --------------- | ------ | --------------- | ---------------- | --------- | ---------- | -------- |
| 10월 28일(토)                        | 1차전  | 한신 타이거스   | 8 - 0  | 오릭스 버펄로스 | 교세라 돔 오사카 | 18시 34분 | 3시간 20분 | 33,701명 |
| 10월 29일(일)                        | 2차전  | 한신 타이거스   | 0 - 8  | 오릭스 버펄로스 | 교세라 돔 오사카 | 18시 33분 | 3시간 9분  | 33,584명 |
| 10월 30일(월)                        | 이동일 | 이동일          | 이동일 | 이동일          | 이동일           | 이동일    | 이동일     | 이동일   |
| 10월 31일(화)                        | 3차전  | 오릭스 버펄로스 | 5 - 4  | 한신 타이거스   | 한신 고시엔 구장 | 18시 03분 | 3시간 51분 | 40,994명 |
| 11월 1일(수)                         | 4차전  | 오릭스 버펄로스 | 3 - 4  | 한신 타이거스   | 한신 고시엔 구장 | 18시 01분 | 4시간 6분  | 41,050명 |
| 11월 2일(목)                         | 5차전  | 오릭스 버펄로스 | 2 - 6  | 한신 타이거스   | 한신 고시엔 구장 | 18시 03분 | 3시간 28분 | 41,031명 |
| 11월 3일(금)                         | 이동일 | 이동일          | 이동일 | 이동일          | 이동일           | 이동일    | 이동일     | 이동일   |
| 11월 4일(토)                         | 6차전  | 한신 타이거스   | 1 - 5  | 오릭스 버펄로스 | 교세라 돔 오사카 | 18시 33분 | 3시간 1분  | 33,633명 |
| 11월 5일(일)                         | 7차전  | 한신 타이거스   | 7 - 1  | 오릭스 버펄로스 | 교세라 돔 오사카 | 18시 34분 | 3시간 10분 | 33,405명 |
| 우승: 한신 타이거스(38년 만에 2번째) |        |                 |        |                 |                  |           |            |          |

## 일본 시리즈 경기 결과

### 1차전
- 10월 28일 - 교세라 돔 오사카

| 팀                                                              | 1 | 2 | 3 | 4 | 5 | 6 | 7 | 8 | 9 | R | H  | E |
| 한신                                                            | 0 | 0 | 0 | 0 | 4 | 3 | 0 | 0 | 1 | 8 | 13 | 0 |
| 오릭스                                                          | 0 | 0 | 0 | 0 | 0 | 0 | 0 | 0 | 0 | 0 | 2  | 1 |
| 승리 투수: 무라카미 쇼키(1-0) 패전 투수: 야마모토 요시노부(0-1) |   |   |   |   |   |   |   |   |   |   |    |   |

#### 타순
| 한신  | 한신  | 한신              | 한신  | 한신  | 한신  | 한신  | 한신  | 한신     | 한신    | 한신  |
| 타 순 | 수 비 | 선 수             | 타 석 | 득 점 | 안 타 | 타 점 | 도 루 | 희 생 타 | 4 사 구 | 삼 진 |
| ----- | ----- | ----------------- | ----- | ----- | ----- | ----- | ----- | -------- | ------- | ----- |
| 1     | (중)  | 지카모토 고지     | 5     | 2     | 3     | 2     | 0     | 0        | 1       | 0     |
| 2     | (二)  | 나카노 다쿠무     | 5     | 0     | 3     | 2     | 0     | 0        | 0       | 0     |
| 3     | (우)  | 모리시타 쇼타     | 5     | 0     | 1     | 0     | 0     | 0        | 0       | 3     |
| 4     | (一)  | 오야마 유스케     | 5     | 1     | 0     | 0     | 0     | 0        | 3       | 1     |
| 5     | (三)  | 사토 데루아키     | 5     | 1     | 1     | 1     | 1     | 0        | 0       | 0     |
| 6     | (좌)  | S. 노이스         | 5     | 1     | 1     | 0     | 0     | 0        | 0       | 2     |
|       | 좌    | 오노데라 단       | 0     | 0     | 0     | 0     | 0     | 0        | 0       | 0     |
| 7     | (지)  | 와타나베 료       | 3     | 1     | 1     | 1     | 0     | 0        | 0       | 2     |
|       | 타지  | 이토하라 겐토     | 0     | 0     | 0     | 0     | 0     | 0        | 1       | 0     |
|       | 주지  | 구마가이 다카히로 | 0     | 0     | 0     | 0     | 0     | 0        | 0       | 0     |
| 8     | (유)  | 기나미 세이야     | 4     | 2     | 2     | 1     | 0     | 0        | 0       | 0     |
| 9     | (포)  | 사카모토 세이시로 | 4     | 0     | 1     | 1     | 0     | 0        | 0       | 2     |

| 오릭스 | 오릭스 | 오릭스            | 오릭스 | 오릭스 | 오릭스 | 오릭스 | 오릭스 | 오릭스   | 오릭스  | 오릭스 |
| 타 순  | 수 비  | 선 수             | 타 석  | 득 점  | 안 타  | 타 점  | 도 루  | 희 생 타 | 4 사 구 | 삼 진  |
| ------ | ------ | ----------------- | ------ | ------ | ------ | ------ | ------ | -------- | ------- | ------ |
| 1      | (좌)   | 이케다 료마       | 4      | 0      | 0      | 0      | 0      | 0        | 0       | 2      |
| 2      | (三)   | 무네 유마         | 4      | 0      | 0      | 0      | 0      | 0        | 0       | 1      |
| 3      | (一)   | 나카가와 게이타   | 3      | 0      | 0      | 0      | 0      | 0        | 0       | 1      |
|        | 二     | 기보 쇼           | 0      | 0      | 0      | 0      | 0      | 0        | 0       | 0      |
| 4      | (우)   | 모리 도모야       | 3      | 0      | 1      | 0      | 0      | 0        | 0       | 0      |
| 5      | (지)   | 돈구 유마         | 3      | 0      | 0      | 0      | 0      | 0        | 0       | 1      |
| 6      | (유)   | 구레바야시 고타로 | 3      | 0      | 0      | 0      | 0      | 0        | 1       | 1      |
| 7      | (二)一 | M. 곤잘레스       | 3      | 0      | 0      | 0      | 0      | 0        | 0       | 1      |
| 8      | (포)   | 와카쓰키 겐야     | 3      | 0      | 0      | 0      | 0      | 0        | 0       | 0      |
| 9      | (중)   | 노구치 도모야     | 3      | 0      | 1      | 0      | 0      | 0        | 0       | 1      |

#### 투수
| 한신  | 한신          | 한신     | 한신  | 한신  | 한신     | 한신     | 한신  | 한신  | 한신     | 한신  | 한신     |
| 선 수 | 선 수         | 투 구 수 | 타 자 | 이 닝 | 피 안 타 | 피 홈 런 | 볼 넷 | 몸 맞 | 탈 삼 진 | 실 점 | 자 책 점 |
| ----- | ------------- | -------- | ----- | ----- | -------- | -------- | ----- | ----- | -------- | ----- | -------- |
| 승    | 무라카미 쇼키 | 100      | 23    | 7.0   | 2        | 0        | 1     | 0     | 4        | 0     | 0        |
|       | 가지야 렌     | 6        | 3     | 1.0   | 0        | 0        | 0     | 0     | 1        | 0     | 0        |
|       | 이와사다 유타 | 13       | 3     | 1.0   | 0        | 0        | 0     | 0     | 3        | 0     | 0        |

| 오릭스 | 오릭스            | 오릭스   | 오릭스 | 오릭스 | 오릭스   | 오릭스   | 오릭스 | 오릭스 | 오릭스   | 오릭스 | 오릭스   |
| 선 수  | 선 수             | 투 구 수 | 타 자  | 이 닝  | 피 안 타 | 피 홈 런 | 볼 넷  | 몸 맞  | 탈 삼 진 | 실 점  | 자 책 점 |
| ------ | ----------------- | -------- | ------ | ------ | -------- | -------- | ------ | ------ | -------- | ------ | -------- |
| 패     | 야마모토 요시노부 | 103      | 27     | 5.2    | 10       | 0        | 1      | 0      | 7        | 7      | 7        |
|        | 야마다 노부요시   | 11       | 2      | 0.1    | 1        | 0        | 1      | 0      | 0        | 0      | 0        |
|        | J. 웨그스펙       | 23       | 4      | 1.0    | 0        | 0        | 1      | 0      | 2        | 0      | 0        |
|        | 야마오카 다이스케 | 12       | 3      | 1.0    | 0        | 0        | 1      | 0      | 1        | 0      | 0        |
|        | 아베 쇼타         | 22       | 6      | 1.0    | 2        | 0        | 1      | 0      | 0        | 1      | 1        |

### 2차전
- 10월 29일 - 교세라 돔 오사카

| 팀                                                      | 1 | 2 | 3 | 4 | 5 | 6 | 7 | 8 | 9 | R | H  | E |
| 한신                                                    | 0 | 0 | 0 | 0 | 0 | 0 | 0 | 0 | 0 | 0 | 4  | 3 |
| 오릭스                                                  | 0 | 0 | 1 | 3 | 0 | 0 | 3 | 1 | X | 8 | 12 | 0 |
| 승리 투수: 미야기 히로야(1-0) 패전 투수: 니시 유키(0-1) |   |   |   |   |   |   |   |   |   |   |    |   |

#### 타순
| 한신  | 한신  | 한신              | 한신  | 한신  | 한신  | 한신  | 한신  | 한신     | 한신    | 한신  |
| 타 순 | 수 비 | 선 수             | 타 석 | 득 점 | 안 타 | 타 점 | 도 루 | 희 생 타 | 4 사 구 | 삼 진 |
| ----- | ----- | ----------------- | ----- | ----- | ----- | ----- | ----- | -------- | ------- | ----- |
| 1     | (중)  | 지카모토 고지     | 4     | 0     | 0     | 0     | 0     | 0        | 0       | 1     |
| 2     | (二)  | 나카노 다쿠무     | 4     | 0     | 2     | 0     | 0     | 0        | 1       | 0     |
| 3     | (우)  | 모리시타 쇼타     | 4     | 0     | 0     | 0     | 0     | 0        | 0       | 0     |
| 4     | (一)  | 오야마 유스케     | 4     | 0     | 1     | 0     | 0     | 0        | 0       | 0     |
| 5     | (三)  | 사토 데루아키     | 3     | 0     | 1     | 0     | 0     | 0        | 0       | 1     |
| 6     | (좌)  | S. 노이스         | 3     | 0     | 0     | 0     | 0     | 0        | 0       | 1     |
| 7     | (지)  | J. 미에세스       | 3     | 0     | 0     | 0     | 0     | 0        | 0       | 2     |
| 8     | (유)  | 기나미 세이야     | 3     | 0     | 0     | 0     | 0     | 0        | 0       | 2     |
|       | 유    | 오바타 류헤이     | 0     | 0     | 0     | 0     | 0     | 0        | 0       | 0     |
| 9     | (포)  | 사카모토 세이시로 | 2     | 0     | 0     | 0     | 0     | 0        | 0       | 0     |
|       | 타    | 이토하라 겐토     | 1     | 0     | 0     | 0     | 0     | 0        | 0       | 0     |
|       | 포    | 나가사카 겐야     | 0     | 0     | 0     | 0     | 0     | 0        | 0       | 0     |

| 오릭스 | 오릭스 | 오릭스            | 오릭스 | 오릭스 | 오릭스 | 오릭스 | 오릭스 | 오릭스   | 오릭스  | 오릭스 |
| 타 순  | 수 비  | 선 수             | 타 석  | 득 점  | 안 타  | 타 점  | 도 루  | 희 생 타 | 4 사 구 | 삼 진  |
| ------ | ------ | ----------------- | ------ | ------ | ------ | ------ | ------ | -------- | ------- | ------ |
| 1      | (중)   | 나카가와 게이타   | 5      | 0      | 2      | 1      | 0      | 0        | 0       | 0      |
| 2      | (二)   | 니시노 마사히로   | 4      | 0      | 1      | 1      | 0      | 0        | 1       | 0      |
|        | 二     | 오시로 고지       | 1      | 1      | 0      | 0      | 0      | 0        | 0       | 0      |
| 3      | (포)   | 모리 도모야       | 5      | 0      | 1      | 0      | 0      | 0        | 0       | 1      |
| 4      | (一)   | L. 세데뇨         | 4      | 0      | 1      | 0      | 0      | 0        | 0       | 1      |
|        | 주우   | 오다 유야         | 1      | 1      | 0      | 1      | 0      | 0        | 0       | 0      |
| 5      | (지)   | 돈구 유마         | 4      | 1      | 1      | 0      | 0      | 0        | 0       | 0      |
|        | 타지   | T-오카다          | 1      | 0      | 0      | 0      | 0      | 0        | 1       | 0      |
| 6      | (三)   | 무네 유마         | 5      | 1      | 0      | 0      | 0      | 0        | 1       | 1      |
| 7      | (유)   | 구레바야시 고타로 | 5      | 2      | 1      | 0      | 0      | 0        | 2       | 0      |
| 8      | (우)   | 노구치 도모야     | 3      | 1      | 2      | 1      | 0      | 0        | 0       | 0      |
|        | 타一   | M. 곤잘레스       | 1      | 0      | 1      | 3      | 0      | 0        | 0       | 0      |
| 9      | (좌)   | 히로오카 다이시   | 4      | 1      | 2      | 1      | 0      | 0        | 0       | 0      |

#### 투수
| 한신  | 한신              | 한신     | 한신  | 한신  | 한신     | 한신     | 한신  | 한신  | 한신     | 한신  | 한신     |
| 선 수 | 선 수             | 투 구 수 | 타 자 | 이 닝 | 피 안 타 | 피 홈 런 | 볼 넷 | 몸 맞 | 탈 삼 진 | 실 점 | 자 책 점 |
| ----- | ----------------- | -------- | ----- | ----- | -------- | -------- | ----- | ----- | -------- | ----- | -------- |
| 패    | 니시 유키         | 68       | 19    | 3.2   | 6        | 0        | 2     | 0     | 2        | 4     | 4        |
|       | J. 비즐리         | 44       | 10    | 2.1   | 2        | 0        | 1     | 0     | 1        | 0     | 0        |
|       | 오카도메 히데타카 | 28       | 5     | 0.2   | 2        | 0        | 1     | 0     | 0        | 3     | 3        |
|       | 시마모토 히로야   | 5        | 2     | 0.1   | 1        | 0        | 0     | 0     | 0        | 0     | 0        |
|       | 가지야 렌         | 15       | 7     | 1.0   | 1        | 0        | 0     | 1     | 0        | 1     | 0        |

| 오릭스 | 오릭스            | 오릭스   | 오릭스 | 오릭스 | 오릭스   | 오릭스   | 오릭스 | 오릭스 | 오릭스   | 오릭스 | 오릭스   |
| 선 수  | 선 수             | 투 구 수 | 타 자  | 이 닝  | 피 안 타 | 피 홈 런 | 볼 넷  | 몸 맞  | 탈 삼 진 | 실 점  | 자 책 점 |
| ------ | ----------------- | -------- | ------ | ------ | -------- | -------- | ------ | ------ | -------- | ------ | -------- |
| 승     | 미야기 히로야     | 104      | 22     | 6.0    | 4        | 0        | 1      | 0      | 5        | 0      | 0        |
|        | 우다가와 유키     | 16       | 3      | 1.0    | 0        | 0        | 0      | 0      | 2        | 0      | 0        |
|        | 야마자키 소이치로 | 9        | 3      | 1.0    | 0        | 0        | 0      | 0      | 0        | 0      | 0        |
|        | 고기타 아쓰야     | 16       | 3      | 1.0    | 0        | 0        | 0      | 0      | 0        | 0      | 0        |

### 3차전
- 10월 31일 - 한신 고시엔 구장

| 팀 | 1 | 2 | 3 | 4 | 5 | 6 | 7 | 8 | 9 | R | H  | E |
| 오릭스 | 0 | 0 | 0 | 1 | 3 | 1 | 0 | 0 | 0 | 5 | 9  | 0 |
| 한신 | 0 | 1 | 0 | 0 | 0 | 0 | 3 | 0 | 0 | 4 | 10 | 1 |
| 승리 투수: 아즈마 고헤이(1-0) 패전 투수: 이토 마사시(0-1) 세이브: 히라노 요시히사(1S) 홈런: 오릭스 – 돈구 유마(4회 1점) |   |   |   |   |   |   |   |   |   |   |    |   |

#### 타순
| 오릭스 | 오릭스 | 오릭스            | 오릭스 | 오릭스 | 오릭스 | 오릭스 | 오릭스 | 오릭스   | 오릭스  | 오릭스 |
| 타 순  | 수 비  | 선 수             | 타 석  | 득 점  | 안 타  | 타 점  | 도 루  | 희 생 타 | 4 사 구 | 삼 진  |
| ------ | ------ | ----------------- | ------ | ------ | ------ | ------ | ------ | -------- | ------- | ------ |
| 1      | (중)   | 나카가와 게이타   | 5      | 0      | 1      | 0      | 0      | 0        | 0       | 0      |
| 2      | (三)   | 무네 유마         | 5      | 0      | 1      | 2      | 0      | 1        | 1       | 0      |
| 3      | (우)   | 모리 도모야       | 5      | 0      | 2      | 0      | 0      | 0        | 0       | 1      |
|        | 투     | 히라노 요시히사   | 0      | 0      | 0      | 0      | 0      | 0        | 0       | 0      |
| 4      | (一)   | 돈구 유마         | 3      | 1      | 2      | 1      | 0      | 0        | 0       | 0      |
|        | 주二   | 아다치 료이치     | 1      | 1      | 0      | 0      | 0      | 0        | 0       | 0      |
| 5      | (二)一 | M. 곤잘레스       | 4      | 0      | 1      | 0      | 0      | 0        | 1       | 0      |
| 6      | (유)   | 구레바야시 고타로 | 4      | 1      | 1      | 0      | 0      | 1        | 0       | 1      |
| 7      | (포)   | 와카쓰키 겐야     | 4      | 0      | 1      | 1      | 0      | 0        | 0       | 0      |
| 8      | (좌)   | 히로오카 다이시   | 4      | 1      | 0      | 1      | 0      | 0        | 0       | 2      |
| 9      | (투)   | 아즈마 고헤이     | 2      | 1      | 0      | 0      | 0      | 0        | 0       | 0      |
|        | 투     | 고기타 아쓰야     | 0      | 0      | 0      | 0      | 0      | 0        | 0       | 0      |
|        | 타     | L. 세데뇨         | 1      | 0      | 0      | 0      | 0      | 0        | 0       | 0      |
|        | 투     | 야마오카 다이스케 | 0      | 0      | 0      | 0      | 0      | 0        | 0       | 0      |
|        | 투     | 우다가와 유키     | 0      | 0      | 0      | 0      | 0      | 0        | 0       | 0      |
|        | 타     | 니시노 마사히로   | 1      | 0      | 0      | 0      | 0      | 0        | 0       | 0      |
|        | 우     | 오다 유야         | 0      | 0      | 0      | 0      | 0      | 0        | 0       | 0      |

| 한신  | 한신  | 한신              | 한신  | 한신  | 한신  | 한신  | 한신  | 한신     | 한신    | 한신  |
| 타 순 | 수 비 | 선 수             | 타 석 | 득 점 | 안 타 | 타 점 | 도 루 | 희 생 타 | 4 사 구 | 삼 진 |
| ----- | ----- | ----------------- | ----- | ----- | ----- | ----- | ----- | -------- | ------- | ----- |
| 1     | (중)  | 지카모토 고지     | 5     | 1     | 1     | 0     | 0     | 0        | 2       | 1     |
| 2     | (二)  | 나카노 다쿠무     | 5     | 0     | 0     | 1     | 0     | 0        | 0       | 1     |
| 3     | (우)  | 모리시타 쇼타     | 5     | 0     | 2     | 2     | 0     | 0        | 1       | 0     |
| 4     | (一)  | 오야마 유스케     | 5     | 1     | 1     | 0     | 0     | 0        | 0       | 2     |
| 5     | (三)  | 사토 데루아키     | 4     | 0     | 0     | 0     | 0     | 0        | 0       | 3     |
| 6     | (좌)  | S. 노이스         | 4     | 0     | 2     | 0     | 0     | 0        | 0       | 0     |
|       | 주좌  | 시마다 가이리     | 0     | 0     | 0     | 0     | 0     | 0        | 0       | 0     |
| 7     | (포)  | 사카모토 세이시로 | 4     | 1     | 1     | 1     | 0     | 1        | 0       | 0     |
| 8     | (유)  | 기나미 세이야     | 4     | 1     | 3     | 0     | 0     | 0        | 0       | 1     |
| 9     | (투)  | 이토 마사시       | 1     | 0     | 0     | 0     | 0     | 0        | 0       | 0     |
|       | 타    | 와타나베 료       | 1     | 0     | 0     | 0     | 0     | 0        | 0       | 0     |
|       | 투    | C. 브루어         | 0     | 0     | 0     | 0     | 0     | 0        | 0       | 0     |
|       | 투    | 이와사다 유타     | 0     | 0     | 0     | 0     | 0     | 0        | 0       | 0     |
|       | 타    | 이토하라 겐토     | 1     | 0     | 0     | 0     | 0     | 0        | 0       | 0     |
|       | 투    | 이시이 다이치     | 0     | 0     | 0     | 0     | 0     | 0        | 0       | 0     |
|       | 투    | 기리시키 다쿠마   | 0     | 0     | 0     | 0     | 0     | 0        | 0       | 0     |
|       | 타    | 하라구치 후미히토 | 1     | 0     | 0     | 0     | 0     | 0        | 1       | 0     |
|       | 주    | 우에다 가이       | 0     | 0     | 0     | 0     | 0     | 0        | 0       | 0     |

#### 투수
| 오릭스 | 오릭스            | 오릭스   | 오릭스 | 오릭스 | 오릭스   | 오릭스   | 오릭스 | 오릭스 | 오릭스   | 오릭스 | 오릭스   |
| 선 수  | 선 수             | 투 구 수 | 타 자  | 이 닝  | 피 안 타 | 피 홈 런 | 볼 넷  | 몸 맞  | 탈 삼 진 | 실 점  | 자 책 점 |
| ------ | ----------------- | -------- | ------ | ------ | -------- | -------- | ------ | ------ | -------- | ------ | -------- |
| 승     | 아즈마 고헤이     | 81       | 20     | 5.0    | 5        | 0        | 1      | 0      | 4        | 1      | 1        |
|        | 고기타 아쓰야     | 9        | 4      | 1.0    | 1        | 0        | 0      | 0      | 0        | 0      | 0        |
|        | 야마오카 다이스케 | 28       | 6      | 0.2    | 3        | 0        | 1      | 0      | 0        | 3      | 3        |
| H      | 우다가와 유키     | 19       | 5      | 1.1    | 1        | 0        | 0      | 0      | 2        | 0      | 0        |
| S      | 히라노 요시히사   | 26       | 5      | 1.0    | 0        | 0        | 2      | 0      | 2        | 0      | 0        |

| 한신  | 한신            | 한신     | 한신  | 한신  | 한신     | 한신     | 한신  | 한신  | 한신     | 한신  | 한신     |
| 선 수 | 선 수           | 투 구 수 | 타 자 | 이 닝 | 피 안 타 | 피 홈 런 | 볼 넷 | 몸 맞 | 탈 삼 진 | 실 점 | 자 책 점 |
| ----- | --------------- | -------- | ----- | ----- | -------- | -------- | ----- | ----- | -------- | ----- | -------- |
| 패    | 이토 마사시     | 83       | 21    | 5.0   | 5        | 1        | 0     | 0     | 2        | 4     | 2        |
|       | C. 브루어       | 18       | 5     | 1.0   | 1        | 0        | 1     | 0     | 0        | 1     | 1        |
|       | 이와사다 유타   | 18       | 5     | 1.0   | 2        | 0        | 0     | 0     | 0        | 0     | 0        |
|       | 이시이 다이치   | 18       | 4     | 1.0   | 1        | 0        | 0     | 0     | 1        | 0     | 0        |
|       | 기리시키 다쿠마 | 15       | 4     | 1.0   | 0        | 0        | 1     | 0     | 1        | 0     | 0        |

### 4차전
- 11월 1일 - 한신 고시엔 구장

| 팀                                                              | 1 | 2 | 3 | 4 | 5 | 6 | 7 | 8 | 9  | R | H  | E |
| 오릭스                                                          | 0 | 1 | 0 | 0 | 0 | 0 | 2 | 0 | 0  | 3 | 12 | 3 |
| 한신                                                            | 1 | 1 | 0 | 0 | 1 | 0 | 0 | 0 | 1X | 4 | 8  | 1 |
| 승리 투수: 이와자키 스구루(1-0) 패전 투수: 제이콥 웨그스펙(0-1) |   |   |   |   |   |   |   |   |    |   |    |   |

#### 타순
| 오릭스 | 오릭스   | 오릭스            | 오릭스 | 오릭스 | 오릭스 | 오릭스 | 오릭스 | 오릭스   | 오릭스  | 오릭스 |
| 타 순  | 수 비    | 선 수             | 타 석  | 득 점  | 안 타  | 타 점  | 도 루  | 희 생 타 | 4 사 구 | 삼 진  |
| ------ | -------- | ----------------- | ------ | ------ | ------ | ------ | ------ | -------- | ------- | ------ |
| 1      | (중)     | 나카가와 게이타   | 5      | 0      | 1      | 0      | 0      | 1        | 0       | 1      |
| 2      | (三)     | 무네 유마         | 5      | 0      | 2      | 2      | 0      | 0        | 1       | 0      |
| 3      | (포)     | 모리 도모야       | 5      | 0      | 2      | 0      | 0      | 0        | 0       | 1      |
| 4      | (一)     | 돈구 유마         | 4      | 1      | 1      | 0      | 0      | 0        | 0       | 1      |
|        | 투       | 고기타 아쓰야     | 0      | 0      | 0      | 0      | 0      | 0        | 0       | 0      |
|        | 투       | 우다가와 유키     | 0      | 0      | 0      | 0      | 0      | 0        | 0       | 0      |
|        | 타       | 이시카와 료       | 1      | 0      | 0      | 0      | 0      | 1        | 0       | 0      |
|        | 투       | J. 웨그스펙       | 0      | 0      | 0      | 0      | 0      | 0        | 0       | 0      |
| 5      | (二)一   | M. 곤잘레스       | 5      | 0      | 1      | 0      | 0      | 0        | 1       | 2      |
| 6      | (유)     | 구레바야시 고타로 | 4      | 0      | 2      | 1      | 0      | 1        | 0       | 0      |
| 7      | (우)     | 노구치 도모야     | 4      | 0      | 0      | 0      | 0      | 0        | 1       | 2      |
| 8      | (좌)一좌 | 히로오카 다이시   | 4      | 1      | 2      | 0      | 1      | 0        | 0       | 0      |
| 9      | (투)     | 야마사키 사치야   | 2      | 0      | 0      | 0      | 0      | 0        | 0       | 1      |
|        | 투       | 히가 모토키       | 0      | 0      | 0      | 0      | 0      | 0        | 0       | 0      |
|        | 투       | 아베 쇼타         | 0      | 0      | 0      | 0      | 0      | 0        | 0       | 0      |
|        | 타       | L. 세데뇨         | 1      | 0      | 1      | 0      | 0      | 0        | 0       | 0      |
|        | 주좌     | 오다 유야         | 0      | 1      | 0      | 0      | 0      | 0        | 0       | 0      |
|        | 타       | T-오카다          | 0      | 0      | 0      | 0      | 0      | 0        | 0       | 0      |
|        | 타二     | 아다치 료이치     | 1      | 0      | 0      | 0      | 0      | 0        | 0       | 0      |

| 한신  | 한신  | 한신              | 한신  | 한신  | 한신  | 한신  | 한신  | 한신     | 한신    | 한신  |
| 타 순 | 수 비 | 선 수             | 타 석 | 득 점 | 안 타 | 타 점 | 도 루 | 희 생 타 | 4 사 구 | 삼 진 |
| ----- | ----- | ----------------- | ----- | ----- | ----- | ----- | ----- | -------- | ------- | ----- |
| 1     | (중)  | 지카모토 고지     | 5     | 3     | 3     | 1     | 0     | 0        | 1       | 0     |
| 2     | (二)  | 나카노 다쿠무     | 5     | 0     | 0     | 0     | 0     | 2        | 1       | 0     |
| 3     | (우)  | 모리시타 쇼타     | 5     | 0     | 1     | 1     | 0     | 0        | 1       | 0     |
| 4     | (一)  | 오야마 유스케     | 5     | 0     | 1     | 2     | 0     | 0        | 0       | 2     |
| 5     | (좌)  | S. 노이스         | 4     | 0     | 1     | 0     | 0     | 0        | 0       | 0     |
|       | 주좌  | 시마다 가이리     | 0     | 0     | 0     | 0     | 0     | 0        | 0       | 0     |
| 6     | (三)  | 사토 데루아키     | 3     | 0     | 0     | 0     | 0     | 0        | 0       | 3     |
|       | 투    | 이시이 다이치     | 0     | 0     | 0     | 0     | 0     | 0        | 0       | 0     |
|       | 투    | 시마모토 히로야   | 0     | 0     | 0     | 0     | 0     | 0        | 0       | 0     |
|       | 투    | 유아사 아쓰키     | 0     | 0     | 0     | 0     | 0     | 0        | 0       | 0     |
|       | 타    | 오바타 류헤이     | 1     | 0     | 0     | 0     | 0     | 1        | 0       | 0     |
|       | 투    | 이와자키 스구루   | 0     | 0     | 0     | 0     | 0     | 0        | 0       | 0     |
| 7     | (포)  | 사카모토 세이시로 | 4     | 0     | 0     | 0     | 0     | 0        | 0       | 2     |
| 8     | (유)  | 기나미 세이야     | 4     | 1     | 1     | 0     | 0     | 0        | 0       | 1     |
| 9     | (투)  | 사이키 히로토     | 2     | 0     | 0     | 0     | 0     | 0        | 1       | 1     |
|       | 투    | 기리시키 다쿠마   | 0     | 0     | 0     | 0     | 0     | 0        | 0       | 0     |
|       | 三    | 이토하라 겐토     | 2     | 0     | 1     | 0     | 0     | 0        | 0       | 1     |

#### 투수
| 오릭스 | 오릭스          | 오릭스   | 오릭스 | 오릭스 | 오릭스   | 오릭스   | 오릭스 | 오릭스 | 오릭스   | 오릭스 | 오릭스   |
| 선 수  | 선 수           | 투 구 수 | 타 자  | 이 닝  | 피 안 타 | 피 홈 런 | 볼 넷  | 몸 맞  | 탈 삼 진 | 실 점  | 자 책 점 |
| ------ | --------------- | -------- | ------ | ------ | -------- | -------- | ------ | ------ | -------- | ------ | -------- |
|        | 야마사키 사치야 | 75       | 20     | 4.0    | 6        | 0        | 1      | 0      | 5        | 3      | 2        |
|        | 히가 모토키     | 9        | 3      | 1.0    | 0        | 0        | 0      | 0      | 0        | 0      | 0        |
|        | 아베 쇼타       | 12       | 3      | 1.0    | 0        | 0        | 0      | 0      | 1        | 0      | 0        |
| H      | 고기타 아쓰야   | 13       | 5      | 1.0    | 1        | 0        | 0      | 0      | 1        | 0      | 0        |
| H      | 우다가와 유키   | 9        | 4      | 1.0    | 0        | 0        | 0      | 0      | 2        | 0      | 0        |
| 패     | J. 웨그스펙     | 24       | 5      | 0.1    | 1        | 0        | 3      | 0      | 1        | 1      | 1        |

| 한신  | 한신            | 한신     | 한신  | 한신  | 한신     | 한신     | 한신  | 한신  | 한신     | 한신  | 한신     |
| 선 수 | 선 수           | 투 구 수 | 타 자 | 이 닝 | 피 안 타 | 피 홈 런 | 볼 넷 | 몸 맞 | 탈 삼 진 | 실 점 | 자 책 점 |
| ----- | --------------- | -------- | ----- | ----- | -------- | -------- | ----- | ----- | -------- | ----- | -------- |
|       | 사이키 히로토   | 95       | 22    | 5.0   | 5        | 0        | 3     | 0     | 6        | 1     | 1        |
|       | 기리시키 다쿠마 | 35       | 8     | 1.1   | 4        | 0        | 0     | 0     | 0        | 2     | 1        |
| H     | 이시이 다이치   | 20       | 5     | 1.0   | 2        | 0        | 0     | 0     | 2        | 0     | 0        |
| H     | 시마모토 히로야 | 6        | 1     | 0.1   | 0        | 0        | 0     | 0     | 0        | 0     | 0        |
| H     | 유아사 아쓰키   | 1        | 1     | 0.1   | 0        | 0        | 0     | 0     | 0        | 0     | 0        |
| 승    | 이와자키 스구루 | 10       | 4     | 1.0   | 1        | 0        | 0     | 0     | 0        | 0     | 0        |

### 5차전
- 11월 2일 - 한신 고시엔 구장

| 팀 | 1 | 2 | 3 | 4 | 5 | 6 | 7 | 8 | 9 | R | H  | E |
| 오릭스                                                                                                | 0 | 0 | 0 | 1 | 0 | 0 | 1 | 0 | 0 | 2 | 7  | 2 |
| 한신                                                                                                  | 0 | 0 | 0 | 0 | 0 | 0 | 0 | 6 | X | 6 | 10 | 3 |
| 승리 투수: 유아사 아쓰키(1-0) 패전 투수: 야마자키 소이치로(0-1) 홈런: 오릭스 – 마윈 곤잘레스(4회 1점) |   |   |   |   |   |   |   |   |   |   |    |   |

#### 타순
| 오릭스 | 오릭스 | 오릭스            | 오릭스 | 오릭스 | 오릭스 | 오릭스 | 오릭스 | 오릭스   | 오릭스  | 오릭스 |
| 타 순  | 수 비  | 선 수             | 타 석  | 득 점  | 안 타  | 타 점  | 도 루  | 희 생 타 | 4 사 구 | 삼 진  |
| ------ | ------ | ----------------- | ------ | ------ | ------ | ------ | ------ | -------- | ------- | ------ |
| 1      | (중)좌 | 히로오카 다이시   | 5      | 0      | 0      | 0      | 0      | 0        | 0       | 1      |
| 2      | (三)   | 무네 유마         | 5      | 1      | 1      | 0      | 0      | 0        | 0       | 1      |
| 3      | (우)   | 모리 도모야       | 4      | 0      | 0      | 0      | 0      | 0        | 0       | 1      |
| 4      | (一)   | 돈구 유마         | 4      | 0      | 1      | 0      | 0      | 0        | 1       | 0      |
|        | 주二   | 아다치 료이치     | 0      | 0      | 0      | 0      | 0      | 0        | 0       | 0      |
| 5      | (좌)   | 스기모토 유타로   | 3      | 0      | 0      | 0      | 0      | 0        | 0       | 1      |
|        | 중     | 나카가와 게이타   | 1      | 0      | 0      | 0      | 0      | 0        | 0       | 0      |
| 6      | (二)一 | M. 곤잘레스       | 4      | 1      | 2      | 1      | 0      | 0        | 0       | 0      |
| 7      | (유)   | 구레바야시 고타로 | 4      | 0      | 2      | 0      | 0      | 0        | 0       | 1      |
| 8      | (포)   | 와카쓰키 겐야     | 4      | 0      | 0      | 0      | 0      | 0        | 0       | 3      |
| 9      | (투)   | 다지마 다이키     | 3      | 0      | 1      | 0      | 0      | 0        | 1       | 0      |
|        | 투     | 야마자키 소이치로 | 0      | 0      | 0      | 0      | 0      | 0        | 0       | 0      |
|        | 투     | 우다가와 유키     | 0      | 0      | 0      | 0      | 0      | 0        | 0       | 0      |
|        | 투     | 아베 쇼타         | 0      | 0      | 0      | 0      | 0      | 0        | 0       | 0      |
|        | 타     | 오시로 고지       | 1      | 0      | 0      | 0      | 0      | 0        | 0       | 0      |

| 한신  | 한신  | 한신              | 한신  | 한신  | 한신  | 한신  | 한신  | 한신     | 한신    | 한신  |
| 타 순 | 수 비 | 선 수             | 타 석 | 득 점 | 안 타 | 타 점 | 도 루 | 희 생 타 | 4 사 구 | 삼 진 |
| ----- | ----- | ----------------- | ----- | ----- | ----- | ----- | ----- | -------- | ------- | ----- |
| 1     | (중)  | 지카모토 고지     | 4     | 1     | 2     | 1     | 0     | 0        | 0       | 1     |
| 2     | (二)  | 나카노 다쿠무     | 4     | 0     | 1     | 0     | 0     | 2        | 0       | 0     |
| 3     | (우)  | 모리시타 쇼타     | 4     | 1     | 1     | 2     | 0     | 0        | 0       | 0     |
| 4     | (一)  | 오야마 유스케     | 4     | 1     | 1     | 1     | 0     | 0        | 0       | 1     |
| 5     | (좌)  | S. 노이스         | 4     | 0     | 0     | 0     | 0     | 0        | 1       | 0     |
|       | 주좌  | 시마다 가이리     | 0     | 1     | 0     | 0     | 0     | 0        | 0       | 0     |
| 6     | (三)  | 사토 데루아키     | 4     | 0     | 1     | 0     | 0     | 0        | 0       | 1     |
| 7     | (포)  | 사카모토 세이시로 | 4     | 0     | 2     | 2     | 0     | 0        | 0       | 0     |
| 8     | (유)  | 기나미 세이야     | 4     | 1     | 1     | 0     | 0     | 1        | 1       | 0     |
| 9     | (투)  | 오타케 고타로     | 1     | 0     | 0     | 0     | 0     | 0        | 0       | 1     |
|       | 타    | 와타나베 료       | 1     | 0     | 0     | 0     | 0     | 0        | 0       | 0     |
|       | 투    | 니시 준야         | 0     | 0     | 0     | 0     | 0     | 0        | 0       | 0     |
|       | 투    | 시마모토 히로야   | 0     | 0     | 0     | 0     | 0     | 0        | 0       | 0     |
|       | 투    | 이시이 다이치     | 0     | 0     | 0     | 0     | 0     | 0        | 0       | 0     |
|       | 투    | 유아사 아쓰키     | 0     | 0     | 0     | 0     | 0     | 0        | 0       | 0     |
|       | 타    | 이토하라 겐토     | 1     | 0     | 1     | 0     | 0     | 0        | 0       | 0     |
|       | 주    | 우에다 가이       | 0     | 1     | 0     | 0     | 0     | 0        | 0       | 0     |
|       | 투    | 이와자키 스구루   | 0     | 0     | 0     | 0     | 0     | 0        | 0       | 0     |

#### 투수
| 오릭스 | 오릭스            | 오릭스   | 오릭스 | 오릭스 | 오릭스   | 오릭스   | 오릭스 | 오릭스 | 오릭스   | 오릭스 | 오릭스   |
| 선 수  | 선 수             | 투 구 수 | 타 자  | 이 닝  | 피 안 타 | 피 홈 런 | 볼 넷  | 몸 맞  | 탈 삼 진 | 실 점  | 자 책 점 |
| ------ | ----------------- | -------- | ------ | ------ | -------- | -------- | ------ | ------ | -------- | ------ | -------- |
|        | 다지마 다이키     | 83       | 25     | 7.0    | 4        | 0        | 1      | 0      | 4        | 0      | 0        |
| 패     | 야마자키 소이치로 | 15       | 4      | 0.1    | 3        | 0        | 0      | 0      | 0        | 3      | 2        |
|        | 우다가와 유키     | 11       | 2      | 0.0    | 2        | 0        | 0      | 0      | 0        | 2      | 2        |
|        | 아베 쇼타         | 16       | 4      | 0.2    | 1        | 0        | 1      | 0      | 0        | 1      | 1        |

| 한신  | 한신            | 한신     | 한신  | 한신  | 한신     | 한신     | 한신  | 한신  | 한신     | 한신  | 한신     |
| 선 수 | 선 수           | 투 구 수 | 타 자 | 이 닝 | 피 안 타 | 피 홈 런 | 볼 넷 | 몸 맞 | 탈 삼 진 | 실 점 | 자 책 점 |
| ----- | --------------- | -------- | ----- | ----- | -------- | -------- | ----- | ----- | -------- | ----- | -------- |
|       | 오타케 고타로   | 82       | 21    | 5.0   | 6        | 1        | 0     | 0     | 4        | 1     | 1        |
|       | 니시 준야       | 32       | 7     | 1.1   | 1        | 0        | 1     | 0     | 1        | 1     | 0        |
|       | 시마모토 히로야 | 4        | 2     | 0.1   | 0        | 0        | 0     | 0     | 0        | 0     | 0        |
|       | 이시이 다이치   | 8        | 2     | 0.1   | 0        | 0        | 1     | 0     | 0        | 0     | 0        |
| 승    | 유아사 아쓰키   | 13       | 3     | 1.0   | 0        | 0        | 0     | 0     | 2        | 0     | 0        |
|       | 이와자키 스구루 | 13       | 3     | 1.0   | 0        | 0        | 0     | 0     | 1        | 0     | 0        |

### 6차전
- 11월 4일 - 교세라 돔 오사카

| 팀 | 1 | 2 | 3 | 4 | 5 | 6 | 7 | 8 | 9 | R | H | E |
| 한신 | 0 | 1 | 0 | 0 | 0 | 0 | 0 | 0 | 0 | 1 | 9 | 0 |
| 오릭스 | 0 | 2 | 0 | 0 | 2 | 0 | 0 | 1 | X | 5 | 8 | 0 |
| 승리 투수: 야마모토 요시노부(1-1) 패전 투수: 무라카미 쇼키(1-1) 홈런: 한신 – 쉘던 노이스(2회 1점) 오릭스 – 구레바야시 고타로(5회 2점), 돈구 유마(8회 1점) |   |   |   |   |   |   |   |   |   |   |   |   |

#### 타순
| 한신  | 한신  | 한신              | 한신  | 한신  | 한신  | 한신  | 한신  | 한신     | 한신    | 한신  |
| 타 순 | 수 비 | 선 수             | 타 석 | 득 점 | 안 타 | 타 점 | 도 루 | 희 생 타 | 4 사 구 | 삼 진 |
| ----- | ----- | ----------------- | ----- | ----- | ----- | ----- | ----- | -------- | ------- | ----- |
| 1     | (중)  | 지카모토 고지     | 5     | 0     | 1     | 0     | 0     | 0        | 0       | 1     |
| 2     | (二)  | 나카노 다쿠무     | 4     | 0     | 2     | 0     | 0     | 0        | 0       | 1     |
| 3     | (우)  | 모리시타 쇼타     | 4     | 0     | 0     | 0     | 0     | 0        | 0       | 3     |
| 4     | (一)  | 오야마 유스케     | 4     | 0     | 0     | 0     | 0     | 0        | 0       | 2     |
| 5     | (좌)  | S. 노이스         | 4     | 1     | 1     | 1     | 0     | 0        | 0       | 0     |
| 6     | (三)  | 사토 데루아키     | 4     | 0     | 1     | 0     | 0     | 0        | 0       | 1     |
| 7     | (지)  | 이토하라 겐토     | 4     | 0     | 2     | 0     | 0     | 0        | 0       | 1     |
| 8     | (유)  | 기나미 세이야     | 4     | 0     | 2     | 0     | 0     | 0        | 0       | 2     |
| 9     | (포)  | 사카모토 세이시로 | 3     | 0     | 0     | 0     | 0     | 0        | 1       | 2     |
|       | 타    | 와타나베 료       | 1     | 0     | 0     | 0     | 0     | 0        | 0       | 1     |

| 오릭스 | 오릭스 | 오릭스            | 오릭스 | 오릭스 | 오릭스 | 오릭스 | 오릭스 | 오릭스   | 오릭스  | 오릭스 |
| 타 순  | 수 비  | 선 수             | 타 석  | 득 점  | 안 타  | 타 점  | 도 루  | 희 생 타 | 4 사 구 | 삼 진  |
| ------ | ------ | ----------------- | ------ | ------ | ------ | ------ | ------ | -------- | ------- | ------ |
| 1      | (중)   | 나카가와 게이타   | 4      | 1      | 2      | 1      | 0      | 0        | 0       | 0      |
| 2      | (三)   | 무네 유마         | 4      | 0      | 0      | 0      | 0      | 2        | 0       | 0      |
| 3      | (유)   | 구레바야시 고타로 | 4      | 1      | 1      | 2      | 0      | 0        | 3       | 0      |
| 4      | (우)   | 모리 도모야       | 4      | 0      | 0      | 0      | 0      | 0        | 0       | 0      |
|        | 우     | 오다 유야         | 0      | 0      | 0      | 0      | 0      | 0        | 0       | 0      |
| 5      | (一)   | 돈구 유마         | 4      | 1      | 1      | 1      | 0      | 0        | 0       | 1      |
|        | 二     | 오시로 고지       | 0      | 0      | 0      | 0      | 0      | 0        | 0       | 0      |
| 6      | (二)一 | M. 곤잘레스       | 4      | 1      | 1      | 0      | 0      | 0        | 0       | 1      |
| 7      | (좌)   | 스기모토 유타로   | 2      | 1      | 1      | 0      | 0      | 0        | 1       | 0      |
|        | 주좌   | 후쿠다 슈헤이     | 2      | 0      | 1      | 0      | 0      | 0        | 0       | 0      |
| 8      | (지)   | L. 세데뇨         | 3      | 0      | 0      | 0      | 0      | 0        | 0       | 3      |
|        | 타지   | T-오카다          | 1      | 0      | 0      | 0      | 0      | 0        | 0       | 0      |
| 9      | (포)   | 와카쓰키 겐야     | 3      | 0      | 1      | 1      | 0      | 0        | 0       | 0      |

#### 투수
| 한신  | 한신          | 한신     | 한신  | 한신  | 한신     | 한신     | 한신  | 한신  | 한신     | 한신  | 한신     |
| 선 수 | 선 수         | 투 구 수 | 타 자 | 이 닝 | 피 안 타 | 피 홈 런 | 볼 넷 | 몸 맞 | 탈 삼 진 | 실 점 | 자 책 점 |
| ----- | ------------- | -------- | ----- | ----- | -------- | -------- | ----- | ----- | -------- | ----- | -------- |
| 패    | 무라카미 쇼키 | 82       | 23    | 5.0   | 6        | 1        | 2     | 1     | 3        | 4     | 4        |
|       | 니시 유키     | 52       | 12    | 3.0   | 2        | 1        | 1     | 0     | 2        | 1     | 1        |

| 오릭스 | 오릭스            | 오릭스   | 오릭스 | 오릭스 | 오릭스   | 오릭스   | 오릭스 | 오릭스 | 오릭스   | 오릭스 | 오릭스   |
| 선 수  | 선 수             | 투 구 수 | 타 자  | 이 닝  | 피 안 타 | 피 홈 런 | 볼 넷  | 몸 맞  | 탈 삼 진 | 실 점  | 자 책 점 |
| ------ | ----------------- | -------- | ------ | ------ | -------- | -------- | ------ | ------ | -------- | ------ | -------- |
| 승     | 야마모토 요시노부 | 138      | 37     | 9.0    | 9        | 1        | 0      | 1      | 14       | 1      | 1        |

### 7차전
- 11월 5일 - 교세라 돔 오사카

| 팀 | 1 | 2 | 3 | 4 | 5 | 6 | 7 | 8 | 9 | R | H  | E |
| 한신 | 0 | 0 | 0 | 3 | 3 | 0 | 0 | 0 | 1 | 7 | 12 | 0 |
| 오릭스 | 0 | 0 | 0 | 0 | 0 | 0 | 0 | 0 | 1 | 1 | 8  | 1 |
| 승리 투수: 이토 마사시(1-1) 패전 투수: 미야기 히로야(1-1) 홈런: 한신 – 쉘던 노이스(4회 3점) 오릭스 – 돈구 유마(9회 1점) |   |   |   |   |   |   |   |   |   |   |    |   |

#### 타순
| 한신  | 한신  | 한신              | 한신  | 한신  | 한신  | 한신  | 한신  | 한신     | 한신    | 한신  |
| 타 순 | 수 비 | 선 수             | 타 석 | 득 점 | 안 타 | 타 점 | 도 루 | 희 생 타 | 4 사 구 | 삼 진 |
| ----- | ----- | ----------------- | ----- | ----- | ----- | ----- | ----- | -------- | ------- | ----- |
| 1     | (중)  | 지카모토 고지     | 5     | 1     | 4     | 0     | 0     | 0        | 0       | 1     |
| 2     | (二)  | 나카노 다쿠무     | 5     | 1     | 0     | 0     | 0     | 1        | 0       | 0     |
| 3     | (우)  | 모리시타 쇼타     | 5     | 2     | 3     | 2     | 0     | 0        | 0       | 1     |
| 4     | (一)  | 오야마 유스케     | 5     | 1     | 1     | 1     | 0     | 0        | 1       | 0     |
| 5     | (좌)  | S. 노이스         | 5     | 1     | 2     | 4     | 0     | 0        | 0       | 0     |
| 6     | (지)  | 하라구치 후미히토 | 3     | 0     | 0     | 0     | 0     | 0        | 0       | 1     |
|       | 타지  | 이토하라 겐토     | 1     | 0     | 0     | 0     | 0     | 0        | 0       | 0     |
| 7     | (三)  | 사토 데루아키     | 4     | 0     | 0     | 0     | 0     | 0        | 0       | 3     |
| 8     | (유)  | 기나미 세이야     | 4     | 0     | 1     | 0     | 0     | 0        | 0       | 0     |
| 9     | (포)  | 사카모토 세이시로 | 4     | 1     | 1     | 0     | 0     | 1        | 0       | 2     |

| 오릭스 | 오릭스 | 오릭스            | 오릭스 | 오릭스 | 오릭스 | 오릭스 | 오릭스 | 오릭스   | 오릭스  | 오릭스 |
| 타 순  | 수 비  | 선 수             | 타 석  | 득 점  | 안 타  | 타 점  | 도 루  | 희 생 타 | 4 사 구 | 삼 진  |
| ------ | ------ | ----------------- | ------ | ------ | ------ | ------ | ------ | -------- | ------- | ------ |
| 1      | (중)   | 나카가와 게이타   | 4      | 0      | 0      | 0      | 0      | 0        | 0       | 0      |
| 2      | (三)   | 무네 유마         | 4      | 0      | 1      | 0      | 0      | 0        | 1       | 0      |
| 3      | (유)   | 구레바야시 고타로 | 4      | 0      | 1      | 0      | 0      | 0        | 0       | 2      |
| 4      | (포)   | 모리 도모야       | 4      | 0      | 0      | 0      | 0      | 0        | 0       | 1      |
| 5      | (一)   | 돈구 유마         | 4      | 1      | 1      | 1      | 0      | 0        | 0       | 0      |
| 6      | (二)   | M. 곤잘레스       | 4      | 0      | 1      | 0      | 0      | 0        | 0       | 1      |
| 7      | (지)   | 스기모토 유타로   | 4      | 0      | 0      | 0      | 0      | 0        | 0       | 1      |
| 8      | (우)   | 노구치 도모야     | 3      | 0      | 1      | 0      | 0      | 0        | 0       | 0      |
| 9      | (좌)   | 후쿠다 슈헤이     | 3      | 0      | 3      | 0      | 0      | 0        | 0       | 0      |

#### 투수
| 한신  | 한신            | 한신     | 한신  | 한신  | 한신     | 한신     | 한신  | 한신  | 한신     | 한신  | 한신     |
| 선 수 | 선 수           | 투 구 수 | 타 자 | 이 닝 | 피 안 타 | 피 홈 런 | 볼 넷 | 몸 맞 | 탈 삼 진 | 실 점 | 자 책 점 |
| ----- | --------------- | -------- | ----- | ----- | -------- | -------- | ----- | ----- | -------- | ----- | -------- |
|       | 아오야기 고요   | 79       | 19    | 4.2   | 4        | 0        | 1     | 0     | 3        | 0     | 0        |
|       | 시마모토 히로야 | 6        | 1     | 0.1   | 0        | 0        | 0     | 0     | 0        | 0     | 0        |
| 승    | 이토 마사시     | 32       | 9     | 3.0   | 1        | 0        | 0     | 0     | 2        | 0     | 0        |
|       | 기리시키 다쿠마 | 12       | 2     | 0.2   | 1        | 0        | 0     | 0     | 0        | 0     | 0        |
|       | 이와자키 스구루 | 7        | 3     | 0.1   | 2        | 1        | 0     | 0     | 0        | 1     | 1        |

| 오릭스 | 오릭스            | 오릭스   | 오릭스 | 오릭스 | 오릭스   | 오릭스   | 오릭스 | 오릭스 | 오릭스   | 오릭스 | 오릭스   |
| 선 수  | 선 수             | 투 구 수 | 타 자  | 이 닝  | 피 안 타 | 피 홈 런 | 볼 넷  | 몸 맞  | 탈 삼 진 | 실 점  | 자 책 점 |
| ------ | ----------------- | -------- | ------ | ------ | -------- | -------- | ------ | ------ | -------- | ------ | -------- |
| 패     | 미야기 히로야     | 74       | 20     | 4.2    | 5        | 1        | 0      | 1      | 5        | 5      | 5        |
|        | 히가 모토키       | 18       | 4      | 0.1    | 3        | 0        | 0      | 0      | 1        | 1      | 1        |
|        | 고기타 아쓰야     | 15       | 5      | 1.0    | 1        | 0        | 0      | 0      | 1        | 0      | 0        |
|        | 우다가와 유키     | 8        | 3      | 1.0    | 0        | 0        | 0      | 0      | 0        | 0      | 0        |
|        | 야마자키 소이치로 | 13       | 4      | 1.0    | 1        | 0        | 0      | 0      | 1        | 0      | 0        |
|        | 아즈마 고헤이     | 14       | 5      | 1.0    | 2        | 0        | 0      | 0      | 0        | 1      | 1        |

### 한신의 일본 시리즈 우승에 관한 기록·사항
- 한신은 오릭스를 4승 3패로 누르고 38년 만에 통산 두 번째로 일본 시리즈 정상에 올랐다. 38년 우승 공백은 역대 공동 3위로 가장 길다.[주 37]
  - 21세기에 일본 시리즈 우승을 이룬 것은 역대 10번째 구단이다. 더 나아가 21세기에 우승하지 못한 구단은 모두 센트럴 리그 소속의 히로시마(1984년), DeNA(1998년) 두 구단만이 남게됐으며 헤이세이 시대 이후에도 히로시마가 유일하다. 다만 이듬해 일본 시리즈에서 DeNA가 리그 3위이면서도 일본 시리즈 챔피언 자리에 오르게 됨으로써 21세기에 들어서도 일본 시리즈 우승을 경험하지 않은 히로시마가 유일한 구단으로 남게 됐다.
- 한신의 일본 시리즈 우승은 단일 리그 시절을 포함하면 6번째다.[주 38] 단일 리그 시절의 마지막 우승은 1947년이며 38년 뒤인 1985년에 양대 리그제 이후 첫 일본 시리즈 챔피언이 됐는데 38년 간격으로 우승하게 됐다.
- 간토 지방 이외의 센트럴 리그 구단에서의 일본 시리즈 우승은 2007년 주니치 이후 16년 만이다. 단, 당시 주니치는 센트럴 리그 최초이자 유일한 2위 이하이며, 퍼시픽 리그를 포함해서 처음으로 리그 우승을 하지 않은 채로 일본 시리즈 우승이었기 때문에 간토 지방 이외의 센트럴 리그 구단의 완전 제패(리그 우승과 일본 시리즈 우승을 동시에 달성)는 1985년 한신 이후 38년 만이다.
- 센트럴 리그 고산케 구단[주 39]의 일본 시리즈 우승은 2012년 요미우리 이후 약 11년 만이며, 레이와 시대에서는 처음이다.
- 토끼띠해에 센트럴 리그 구단의 일본 시리즈 우승은 1963년 요미우리 이후 60년 만에 세 번째이며, 이로써 각 간지와 각 리그별로 일본 시리즈 우승이 가장 오랫동안 없었던 조합은 양띠해의 센트럴 리그이며, 1979년에 히로시마가 마지막이 됐다.
- 센트럴 리그 구단이 일본 시리즈 정상에 오른 것은 2021년 야쿠르트 이후 37번째다. 이로써 양대 리그 대전 성적은 37 대 37 동률이 됐다. 또한 센트럴 리그가 0년부터 9년까지 10년간 동시대에서 2회 이상 우승을 차지한 것은 2000년대 이후 20년대 만이다.[주 40]
- 레이와 시대에서 일본 시리즈 정상에 오른 것은 소프트뱅크, 야쿠르트, 오릭스에 이어 4번째 구단이지만 헤이세이 시대에서 일본 시리즈 우승 경력이 없는 구단이 정상에 오른 것은 한신이 처음이다.
- 5차전에서 2연승을 기록한 한신이 유리한 고지에 올랐기 때문에 교세라 돔 오사카에서의 일본 시리즈 우승 결정은 1997년 개장 이래 처음이다.[주 41][주 42]
- 전년도 일본 시리즈에서 우승한 구단의 일본 시리즈 탈락은 10번째 구단이다. 2022년 야쿠르트에 이어 2년 연속이자 역사상 처음이다.
- 센트럴 리그 구단이 7차전에서 일본 시리즈 우승을 차지한 것은 1993년의 야쿠르트 이후 30년 만이다.
- 2005년에 창단한 도호쿠 라쿠텐 골든이글스를 제외한 11개 구단이 두 차례 이상 일본 시리즈 우승을 기록했다.
- 한신 감독 오카다 아키노부는 2010~2012년 시즌 도중까지 지휘했던 오릭스를 꺾었다. 감독으로 재직 경험이 있는 구단을 누르고 일본 시리즈 정상에 오른 사례는 미하라 오사무에 이어 두 번째이다. 최고령 감독으로서의 일본 시리즈 우승을 이끈 것은 호시노 센이치에 버금간다.[27][주 43] 더 나아가 오카다는 ‘한신 선수(1985년)와 감독(2023년)으로서 일본 시리즈 우승’을 달성한 셈이다. 또한 한신 감독으로서 두 차례 일본 시리즈를 경험한 것은 후지모토 사다요시에 이어 두 번째이지만 후지모토는 1962년, 1964년에 일본 시리즈 우승을 놓쳤다.
- 와세다 대학 출신의 프로 야구 감독으로 일본 시리즈 정상에 오른 것은 미하라 오사무, 히로오카 다쓰로에 이어 오카다가 세 번째이며, 히로오카가 이끌던 1983년 세이부 이후 40년 만이다.[주 44]
- 한신이 3승 3패로 맞이한 7차전에서 세 번째로 처음으로 승리했다. 59년 전인 1964년 간사이 대결에서 한신은 난카이에게 3승 4패로 패했지만 이번 대회에선 오릭스를 누르고 설욕하여 일본 시리즈에서는 처음으로 간사이 지방 구장에서의 헹가래를 치게됐다.
- 효고현을 연고지로 하는 구단의 일본 시리즈 우승은 1996년 오릭스(블루웨이브) 이후 27년 만이자 6번째이다.[주 45]
- 오릭스는 2021년부터 일본 시리즈 탈락→우승→탈락이라는 결과를 남겼지만 이는 처음이다.
- 일본 시리즈 성적 패턴이 ‘승패패승승패승’(①❷❸④⑤❻⑦)이었는데 이 성적은 처음 나온 7전제 패턴이다.
- 야쿠르트, 오릭스에 이어 3년 연속으로 최종전에서의 원정팀 구단이 일본 시리즈 정상에 올랐다.
- 이번 시리즈는 짝수 경기 종료 시 모두 성적은 타이 기록[주 46]이었다. 이 패턴은 2013년 라쿠텐 대 요미우리 이후 9번째이다. 더욱이 득실점도 짝수 경기 종료 시 모두 타이를 이뤘다.[주 47]

## 수상 선수
MVP
- 지카모토 고지(한신)

타율 0.483(29타수 14안타), 4타점을 기록하여 일본 시리즈 수위 타자로 활약했다. 1차전과 4차전에서 3안타, 7차전에서 4안타로 세 번의 맹타상을 기록하여 팀의 우승에 큰 기여를 했다. 한신 선수의 MVP 수상은 1985년 랜디 바스 이후이며, 일본인 선수로는 구단 역사상 처음이다.
감투상
- 구레바야시 고타로(오릭스)

타율 0.400(20타수 8안타), 1홈런, 3타점을 기록했다. 2차전 이후 6경기 연속 안타를 터뜨렸고 6차전에서 홈런을 날리는 등 공수에 걸쳐 활약했다.
우수 선수상
- 모리시타 쇼타(한신)

타율 0.267(30타수 8안타), 7타점으로 일본 시리즈 타점왕(신인 선수에 의한 일본 시리즈 타점 신기록)에 등극했다. 3차전에서 반격의 신호탄이 되는 2점 적시타, 5차전에서 역전 2점 적시타를 때려내는 등의 큰 활약을 보였다.
- 쉘던 노이스(한신)

타율 0.280(25타수 7안타), 2홈런, 5타점을 기록했다. 6차전에서 선발 야마모토 요시노부로부터 선제 솔로, 일본 시리즈 우승을 결정짓는 7차전에서 미야기 히로야로부터 선제 3점 홈런을 날렸다. 참고로 한신의 금년도 일본 시리즈 팀 홈런은 이 2개뿐이다.
- 야마모토 요시노부(오릭스)

2경기에 등판하여 1승 1패, 평균 자책점 4.91(투구 이닝 14와 2/3, 8자책점)을 기록했다. 1차전에서 7실점을 내주며 강판됐지만 6차전에서 일본 시리즈 신기록에 해당되는 한 경기 14탈삼진을 기록, 138구 완투승으로 자신의 일본 시리즈 첫 승리 투수가 되는 영예를 안았다.
협찬특별상(SMBC 모두의 성원상)
- 오야마 유스케(한신)

타율 0.179(28타수 5안타)로 낮은 타율에 시달렸지만 4차전에서 끝내기 안타를 때려내는 등 4타점의 활약을 보였다.

## 어록
(부상자가) 내일 정말로 경기에 나갈 수 있는지 확인하고 나가야 하는데, 준비는 돼있을 거라고 생각합니다.

(한신은) 정말로 강한 팀입니다. 강한 야구를 해오고 있고, 투수력이 아주 강한 팀이라고 생각합니다.— 나카지마 사토시(오릭스 감독), 팀 연습 후에 가진 감독 회견에서

아니, 이미 지난 번(2005년)의 일은 잊어버렸어요. 그다지 좋은 결과가 아니라서 말입니다.

우승해서 이 무대에 선다는 건 18년 만이라서요. 올해는 프로 야구 마지막 두 팀이 남아서 여러분 모두의 주목을 받는 그런 경기가 될 것이라고 생각합니다. 팬들에게도 즐거움이 있을 지는 모르겠지만 팀으로서도 1년 간의 총결산으로 마음먹고 싸우고 싶다는 그런 마음이 가득차 있어요.— 오카다 아키노부(한신 감독), 감독 회견에서

올해 마지막 프로 야구를 즐겼으면 하는 바램이다.— 나카지마 사토시(오릭스 감독), 일본 시리즈 감독 회의에서

오릭스와 함께 좋은 경기를 펼치고 싶다.— 오카다 아키노부(한신 감독), 일본 시리즈 감독 회의에서

오늘은 타선 쪽에서 굉장히 분발했고 선수 개개인이 제 몫을 해줬어요. 무라카미는 불펜에서 투수 코치의 좋은 보고를 받았기 때문에 잘 해줄 거라고 믿고 있었습니다.… 이 기세로 내일 경기에서도 잘 해나가고 싶습니다.— 오카다 아키노부(한신 감독), 1차전 종료 후 승리 감독 인터뷰에서

어제 경기에 대해서는 정말 죄송했었는데 어떻게든 갚아줄 수 있어서 그나마 다행입니다. 미야기는 (어제 선발 등판한) 야마모토가 난타 당해버려 심리적인 압박을 느꼈을 거라고 생각하곤 있었지만 제대로 갚아줬습니다. (4회의 4연타는) 미야기가 제대로 던져줘서 위기를 잘 넘긴게 팀 승리로 연결된 것이라고 생각합니다. … 어려운 전개가 될 걸로 예상됩니다만 좋은 경기를 제대로 펼쳐서 팬들에게 기뻐할 수 있는 경기를 이끌어 나가고 싶습니다.— 나카지마 사토시(오릭스 감독), 2차전 종료 후 승리 감독 인터뷰에서

느낌 자체도 나쁘지 않았고 관중석까지 도달해줘서 그나마 다행이에요.— 돈구 유마(오릭스), 3차전 4회초에 동점 솔로 홈런을 기록했을 때

첫 이닝 시작도 좋았고 생각보다 긴장하지 않고 마운드에 오를 수 있었습니다.— 아즈마 고헤이(오릭스), 3차전 선발 투수로 등판하여 5이닝 1실점을 기록했을 때

진정한 의미에서 소름 끼치는 경기였습니다. 죽을 힘을 다해서라고나 할까요, 모든 선수들의 능력이 정말 잘 나타낸 경기였다고 생각합니다. … 상상 이상의 적지에서 치르는 감이 있었지만 오릭스 팬들의 응원도 확실히 들려왔습니다.— 나카지마 사토시(오릭스 감독), 3차전 종료 후 승리 감독 인터뷰에서

선두 타자였던 지카모토가 좋은 흐름으로 이어준 기회였고 주자를 들어오게 만드는 것만 생각하고 타석에 섰습니다. 확실히 제 스윙 안에서 중심을 잡는 것이 가능했습니다.— 모리시타 쇼타(한신)

한 경기, 한 경기 이겼을 뿐이죠. 추격을 당했지만, 모두 다함께 얻어낸 승리라고 생각합니다. (일본 시리즈는) 독특한 분위기라고나 할까, 저희들도 처음이라 어려운 부분도 있었지만 이 놀라운 응원 덕분에 힘을 발휘할 수 있었습니다.— 오야마 유스케(한신), 4차전 MVP로 선정된 뒤에 가진 히어로 인터뷰에서

7회까지는 진전을 보지 못했지만 1년의 집대성으로 뒤로 받쳐주고 모두가 한결같이 점수를 올릴 수 있어서 다행이에요. (모리시타는) 오늘은 전혀 풀리지는 않았는데 모두가 ‘가운데에 쳐라 가운데에 쳐라’라고 말해서 마침내 3번 타자다운 타격이 나왔네요. … 우승하기까진 1승 남았으니까 하루는 쉬겠지만 내일은 푹 쉬고 싶습니다. 내일 쉬고 모레 교세라 돔에서 집대성할 수 있는 경기를 펼치고 싶습니다.— 오카다 아키노부(한신 감독), 5차전 종료 후 승리 감독 인터뷰에서

제대로 떨쳐낼 수 있었고 최고의 결과가 나와서 매우 기쁘다. 중요한 일전에서 먼저 득점하고 싶었는데, 팀에 기여할 수 있어서 기쁘다.— 쉘던 노이스(한신), 6차전 2회초에 선발 야마모토 요시노부를 상대로 선제 솔로 홈런을 쳤을 때

어떻게든 뒤로 연결시키자라고 생각하며 타석에 들어섰고 그게 좋은 결과로 이어져서 다행입니다.— 구레바야시 고타로(오릭스), 5회말에 2점 적시타를 기록했을 때

지난번 5차전에서 당했는데 야마모토 요시노부가 2회 연속 당할 리가 없다고 믿고 등판시켰습니다.— 나카지마 사토시(오릭스 감독), 6차전 종료 후 승리 감독 인터뷰에서

선제점을 내줬지만 컨디션이 좋았기 때문에 차분하게 던질 수가 있었습니다. (14탈삼진은) 와카쓰키(겐야) 덕분이죠. 삼진을 얻은 건 알고 있었지만 어쨌든 한 이닝에만 집중하여 신경쓰지 않도록 던졌습니다.— 야마모토 요시노부(오릭스), 6차전 MVP로 선정된 뒤에 가진 히어로 인터뷰에서

투 스트라이크였기 때문에 어떻게든 앞으로 날리고 싶다고 생각하고 있었다. 내 앞의 두 선수가 기회를 만들어줬고 최고의 모양새로 홈을 불러들일 수 있어서 다행이었다.— 쉘던 노이스(한신), 7차전 4회초에 선제 3점 홈런을 쳤을 때

올해는 3월 31일 교세라 돔에서의 개막을 시작으로 사람들이 꽉 들어찬 관중석에서 열렬한 응원을 받을 수 있게 된 대해 정말 감사하다는 말씀을 드리고 싶습니다. 고시엔에서도 엄청난 성원을 받았습니다. 어제, 오늘과 마지막까지 이곳 교세라 돔에서 많은 격려와 성원을 받고 선수들 입장에서 큰 힘이 됐다고 생각합니다. 어떻게든 달성할 수 있었기 때문입니다. 올 한 해 유종의 미를 거둘 수 있었던 것은 바로 여러분의 성원 덕분입니다. 정말 감사합니다.— 오카다 아키노부(한신 감독), 우승 감독 인터뷰에서

단기 결전이었기 때문에 초구부터 칠 수 있었던 결과라고 생각합니다.— 지카모토 고지(한신), 일본 시리즈 MVP로 선정된 후에 가진 히어로 인터뷰에서

## 기록

### 신기록
2차전
- 8점차 이상으로 패전한 다음 경기에서 8점차 이상으로 승리 : 오릭스(1차전: 0-8 → 2차전: 8-0) ※역대 최대 점수차[36][주 48]

3차전
- 일본 시리즈 최고령 세이브 : 히라노 요시히사(39세 7개월)[37][주 49]

4차전
- 한 구 홀드 : 유아사 아쓰키 ※역대 네 번째[38]
- 한 이닝 3볼넷 : 한신(9회) ※역대 최다 타이, 10번째[39]
- 한 이닝 3볼넷 : 제이콥 웨그스펙(9회) ※역대 최다 타이, 9명째(10번째)
- 한 경기 3폭투 : 오릭스 ※역대 최다 타이, 2번째

5차전
- 팀의 단일 경기 2개의 3루타 : 한신(모리시타 쇼타, 사카모토 세이시로) ※2016년 닛폰햄 이후 역대 9번째[40]가 되는 최다 타이 기록[39]
- 팀의 한 이닝 2개의 3루타 : 상동(8회) ※역대 최다[40]
- 5차전까지 팀 8차례의 실책 : 한신 ※1974년 롯데 이후 역대 세 번째 최다 기록[41]

6차전
- 한 경기 14탈삼진 : 야마모토 요시노부 ※역대 최다[42][주 50]
- 일본 시리즈 통산 두 번째의 두 자릿수 탈삼진 : 야마모토 요시노부(2021년 6차전에도 기록) ※역대 최다 타이, 역대 4번째[42]
- 포수로서의 한 경기 14개의 척살 : 와카쓰키 겐야 ※역대 최다 타이, 역대 2번째[39]

7차전
- 한 경기 4안타 : 지카모토 고지 ※역대 최다 타이, 역대 24명째(28번째)[43]

일본 시리즈 통산
- 일본 시리즈 3번의 맹타상 : 지카모토 고지 ※역대 최다 타이, 역대 4번째[43]
- 신인으로서의 일본 시리즈 통산 7타점 : 모리시타 쇼타 ※신인으로서는 역대 최다[44]

기타
- 일본 시리즈 통산 14경기 연속 무홈런 : 한신(2005년 1차전 ~ 금년도 5차전) ※역대 최장[45][주 51]

### 그 외의 기록
1차전
- 동일 팀의 1번·2번 맹타상 : 한신(1번·지카모토 고지, 2번·나카노 다쿠무) ※1994년 4차전에서 세이부(1번·쓰지 하쓰히코, 2번·오쓰카 고지) 이후 4번째, 센트럴 리그에서는 처음[47]
- 작년까지 정규 시즌 통산 0승의 투수가 일본 시리즈 개막전 선발 투수 : 무라카미 쇼키 ※2021년의 오쿠가와 야스노부에 이은 역대 2번째, 승리 투수가 된 것은 일본인으로선 역대 최초[48]

2차전
- 완봉패를 당한 다음 경기에서의 완봉승 : 오릭스(1차전: 0-8 → 2차전: 8-0) ※1994년 요미우리(1차전: 0-11 → 2차전: 1-0) 이후 6번째, 동일 기록으로는 1954년 니시테쓰(2차전: 0-5 → 3차전: 5-0) 이후 2번째[36]

3차전
- 육성 드래프트 출신 선수의 첫 등판·첫 승리 : 아즈마 고헤이 ※2011년 야마다 히로키, 2017년 이시카와 슈타에 이은 역대 3번째[49]

5차전
- 신인으로서의 결승타 : 모리시타 쇼타 ※2010년 오시마 요헤이 이후 11명째(12번째)[50]
- 신인으로서의 역전타 : 상동 ※1962년 아오노 슈조, 1982년 가미카와 세이지에 이은 역대 3번째[50]
- 신인으로서의 역전 결승타 : 상동 ※역대 최초[50]
- 신인으로서의 3경기 연속 타점 : 상동 ※1962년 이와시타 고이치(4경기), 1981년 하라 다쓰노리(3경기)에 이은 역대 3번째[50]

기타
- 2차전까지 양팀 홈런 없음 ※1964년 이후 2번째[51]
- 양팀 6차례 이상의 실책 ※1983년 이후 역대 6번째[41]
- 일본 시리즈 통산 14안타 : 지카모토 고지 ※1962년 요시다 요시오(16안타), 1984년 다카하시 요시히코에 이은 역대 3위[43]

## 시구식
- 1차전 : 오릭스 버펄로스 주니어팀 선수[52]
- 2차전 : 요시타카 유리코(여배우, 대회 스폰서 중 하나인 미쓰이스미토모 카드 CF에 출연)[52]
- 3차전 : 한신 타이거스	주니어팀 선수[53]
- 4차전 : 이나가키 게이타(럭비 일본 국가대표, 사이타마 파나소닉 와일드 나이츠 소속 선수)[53]

## 주해
1. ↑  현재의 소프트뱅크 호크스이다. 1964년 당시 난카이는 오사카부에 있던 오사카 구장을 홈구장으로 사용하고 있었다.
2. ↑  1975~1977년에는 한큐, 1985년에는 한신, 1996년에는 오릭스(당시에는 블루웨이브)였다.
3. ↑  1959년과 1964년에는 난카이, 2022년에는 오릭스였다.
4. ↑  양 지역 이외에서는 교토부를 연고지로 두고 있던 쇼치쿠 로빈스(요코하마 DeNA 베이스타스의 방계 구단)가 1950년 제1회 대회에서 도쿄도의 마이니치 오리온스(현: 지바 롯데 마린스)와 맞붙었지만 패했다. 다만 이때 당시에는 프랜차이즈가 아직 제도화 되지 않았기 때문에 제1회 일본 시리즈에서는 매 경기마다 장소를 변경해 가면서 실시했는데 교토에서는 단 한 경기도 실시되지 않았다.
5. ↑  한신은 도호쿠 라쿠텐 골든이글스를 제외한 퍼시픽 리그 5개 구단 전체를 상대로 일본 시리즈에서 맞붙었고, 오릭스는 전신이던 한큐를 포함하여 일본 시리즈에서 대결하지 않은 센트럴 리그 구단은 주니치와 DeNA이다.
6. ↑  오릭스의 방계 구단이자 전신인 긴테쓰를 포함해도 이번 대회가 첫 매치업이다. 긴테쓰가 일본 시리즈에서 대전 경험이 거의 없는 센트럴 리그 구단은 한신, 주니치, 요코하마(현: DeNA)였다.
7. ↑  고시엔 구장과 교세라 돔 사이는 직선 거리로 약 12km이다. 과거의 사례에서는 1981년 당시 요미우리와 닛폰햄이 홈구장인 고라쿠엔 구장을 공동으로 사용하고 있었기 때문에 ‘직선 거리 0m·이동 시간 0분’이었던 적이 있었고, 그 다음으로 1970년 당시 요미우리와 롯데의 고라쿠엔~도쿄 스타디움 사이의 거리(약 5km) 때문에 이번에는 역대 세 번째의 단거리가 된다. 다만 고라쿠엔 구장에서 가장 가까운 스이도바시역과 도쿄 스타디움에서 가장 가까운 미나미센주역 사이에 환승을 포함한 최소 22분 걸리기 때문에 이동 시간은 이번 대회가 더 짧다.
8. ↑  단, 1973년부터 1982년까지의 퍼시픽 리그(전·후기 2기제)와 2004년부터 2006년까지의 퍼시픽 리그(현재의 클라이맥스 시리즈(CS)와 똑같지만 이쪽은 플레이오프 제패가 리그 우승으로 취급했다)는 플레이오프 시기에 따라서는 2위 내지 3위 구단이 리그 우승으로 일본 시리즈에 진출하는 사례가 있었기 때문에 4년 연속 리그 1위 팀과의 맞대결은 2003년(한신 타이거스 대 후쿠오카 다이에 호크스(현: 후쿠오카 소프트뱅크 호크스)) 이후 약 20년 만이다. 2020년에는 연초부터 코로나19 확산의 영향으로 정규 시즌 개막이 3월 20일에서 6월 19일로 연기됐기 때문에 클라이맥스 시리즈는 센트럴 리그에서 취소되고(요미우리 자이언츠가 리그 우승했기 때문에 무조건 자동으로 일본 시리즈에 진출) 퍼시픽 리그에서는 클라이맥스 시리즈를 1스테이지로만 치르게 되면서 당시 리그 우승 팀인 소프트뱅크가 2위 팀이던 지바 롯데 마린스를 3승 무패(어드밴티지 1승을 포함)의 성적으로 승리를 거두며 일본 시리즈에 진출했기 때문에 센트럴·퍼시픽 양대 리그 우승 구단이 함께 3년 연속 클라이맥스 시리즈를 이겨내고 일본 시리즈에 진출한 것은 2013년 이후 약 10년 만이다.
9. ↑  2위 야쿠르트에게 11경기 차로 우승했다.
10. ↑  공동 2위인 긴테쓰와 다이에를 16.5경기 차로 우승
11. ↑  양대 리그에서 2위 팀을 10경기차 이상 따돌리고 우승한 사례는 2017년 소프트뱅크가 2위 세이부를 13.5경기, 히로시마가 2위 한신을 10경기 차로 함께 우승했으나 히로시마가 클라이맥스 시리즈에서 3위 DeNA에게 패하면서 일본 시리즈에 진출하지 못했다.
12. ↑  오릭스의 전신이던 한큐 시절 1975~77년에 3년 연속 일본 시리즈 정상에 올랐고 만약 금년도에 일본 시리즈 정상에 오르게 된다면 두 번째로 연패 기록을 달성하게 된다.
13. ↑  더욱이 2018년, 2019년의 소프트뱅크는 리그 2위이면서도 클라이맥스 시리즈에서 우승한 뒤 일본 시리즈에 출전했으며 리그 우승 구단으로는 총 32번째이다.
14. ↑  전년도 2022년에는 그 1년 전에 일본 시리즈 정상에 올랐던 야쿠르트가 연패를 목표로 출전했지만 오릭스에게 2승 1무 4패의 성적으로 패했다.
15. ↑  1954년~2007년
16. ↑  1962년(도에이 플라이어스 시절)~2006년
17. ↑  1960년(다이요 웨일스 시절)~1998년(요코하마 베이스타스 시절)
18. ↑  난카이 선수 겸임 감독이던 1973년부터 야쿠르트 감독이던 1992년까지이다.
19. ↑  1977년~1994년
20. ↑  1960년에 다이마이 감독으로서 다이요와 상대했지만 4전 전패를 기록했고 1967년에 한큐 감독으로서 두 번째로 출전했다.
21. ↑  1975년에 히로시마 감독으로서 한큐를 상대했지만 2무 4패를 기록했고, 1979년에 역시 히로시마 감독으로서 두 번째로 출전했다.
22. ↑  2010년~2012년 시즌 도중
23. ↑  니시테쓰 감독 시절인 1956년~1958년까지 감독으로 재직(1947년~1949년)했던 요미우리와 상대했다.
24. ↑  다이에 감독 시절인 2000년 일본 시리즈에서 감독으로 재직(1984년~1988년)했던 요미우리와 상대했다.
25. ↑  2001년에는 긴테쓰 주관으로 1차전과 2차전을 개최했다. 2020년에는 요미우리 주관으로 1차전과 2차전을 개최했는데 도시 대항 야구 대회가 열리는 관계로 도쿄 돔을 사용할 수 없는 것에 따른 특례 조치였다.
26. ↑  1950~1953년, 1955~1963년, 1965~1974년
27. ↑  1975~1978년
28. ↑  1985~1988년, 1990~1994년
29. ↑  2017~2020년
30. ↑  1950년에는 전국 각지를 돌며 3차전을 개최했고 1953년에는 난카이 주관으로 6차전을 개최한 바 있다.
31. ↑  하리모토 이사오, 아리토 미치요, 다부치 고이치, 나카하타 기요시, 우시지마 가즈히코, 마키하라 히로미, 이토 쓰토무, 나카무라 다케시
32. ↑  히가시오 오사무, 모리 시게카즈, 쓰지 하쓰히코
33. ↑  에모토 다케노리, 야자와 겐이치, 오야 아키히코, 다오 야스시, 이케다 지카후사, 도마시노 겐지, 다니시게 모토노부
34. ↑  사이토 아키오, 다쓰카와 미쓰오, 이가라시 료타, 이와모토 쓰토무, 도리타니 다카시
35. ↑  사토자키 도모야, 다테야마 쇼헤이, 사이토 마사키, 노무라 히로키
36. ↑  사카구치 도모타카, 히라마쓰 마사지, 마나카 미쓰루, 마쓰나카 노부히코
37. ↑  주니치(53년 만의 V2·2007년), 닛폰햄(44년 만의 V2·2006년)에 이어 요코하마(현: DeNA, 38년)와 어깨를 나란히 했다.
38. ↑  내역은 다음과 같다.
  - 단일 리그 시대: 4회(1937년 추계, 1938년 춘계, 1944년, 1947년)
  - 양대 리그제 이후: 2회(1985년, 2023년)
39. ↑  요미우리 자이언츠, 한신 타이거스, 주니치 드래건스이다.
40. ↑  2010년대 센트럴 리그 구단의 일본 시리즈 우승은 2012년에 요미우리가 마지막이었는데 이 해가 헤이세이 시대의 마지막 센트럴 리그 구단의 일본 시리즈 챔피언이었고, 2010년대의 퍼시픽 리그는 9승, 센트럴 리그는 1승으로 끝났다.
41. ↑  현존하는 12개 구단 홈구장에서 우승 결정이 이뤄지지 않았던 구장은 ZOZO 마린 스타디움과 에스콘 필드 HOKKAIDO 두 구장이다.
42. ↑  오사카부 구장에서의 일본 시리즈 우승 결정은 오사카 구장(1955년·요미우리, 1961년·요미우리, 1979년·히로시마)과 후지이데라 구장(1989년·요미우리)에 이어 세 번째이다.
43. ↑  일본 시리즈 정상에 오른 시점에서 호시노(1947년 1월 22일생)는 66세이고 오카다는 65세(11월 25일에 66세를 맞이한다).
44. ↑  센트럴 리그에서는 1978년 야쿠르트 이후 45년 만이며 이때 감독도 히로오카였다.
45. ↑  더 나아가 이 해에는 J리그에서도 한신과 같이 효고현을 연고지로 두고 있는 비셀 고베가 J1리그에서 첫 우승하여 NPB와 J리그에서 동일 도도부현의 팀이 같은 해에 전국 제패를 달성한 첫 사례가 됐다.
46. ↑  2차전 종료시 1승 1패, 4차전 종료시 2승 2패, 6차전 종료시 3승 3패.
47. ↑  2차전 종료시 8득실점, 4차전 종료시 16득실점, 6차전 종료시 23득실점.
48. ↑  지금까지 최대 점수차는 1963년 요미우리(6차전: 0-6 → 7차전: 18-4), 2010년 지바 롯데(2차전: 1-12 → 3차전: 7-1)의 6점차였다.[36]
49. ↑  지금까지 최고령 기록은 1988년 1차전에서 히가시오 오사무의 38세 5개월이다.[37]
50. ↑  지금까지 최다 기록은 1999년 구도 기미야스, 2007년 다르빗슈 유가 보유한 13탈삼진이다.[42]
51. ↑  지금까지의 최장 기록은 2010년 2차전~7차전에 주니치 등 총 3개 구단이 기록한 6경기 연속이다.[46]

## 같이 보기
- 2023년 센트럴 리그 클라이맥스 시리즈
- 2023년 퍼시픽 리그 클라이맥스 시리즈
- 오사카 전투
- 한큐한신홀딩스 - 오릭스 전신에 해당하는 한큐 브레이브스의 설립 모체가 한큐 전철이며, 2006년 경영 통합에 따라 한큐 한신 도호 그룹 발족에 의해서 현재는 한신 타이거스가 그룹 기업에 이름을 올리고 있기 때문에 금년도 일본 시리즈에서 맞붙은 양 구단과 밀접한 관계가 있다.